# Liste von Persönlichkeiten aus San Francisco
Diese Liste zählt Personen auf, die in der US-amerikanischen Stadt San Francisco (Kalifornien) geboren wurden sowie solche, die in San Francisco gewirkt haben, dabei jedoch andernorts geboren wurden. Die Liste erhebt keinen Anspruch auf Vollständigkeit.

## Söhne und Töchter der Stadt

### 19. Jahrhundert

#### Bis 1870

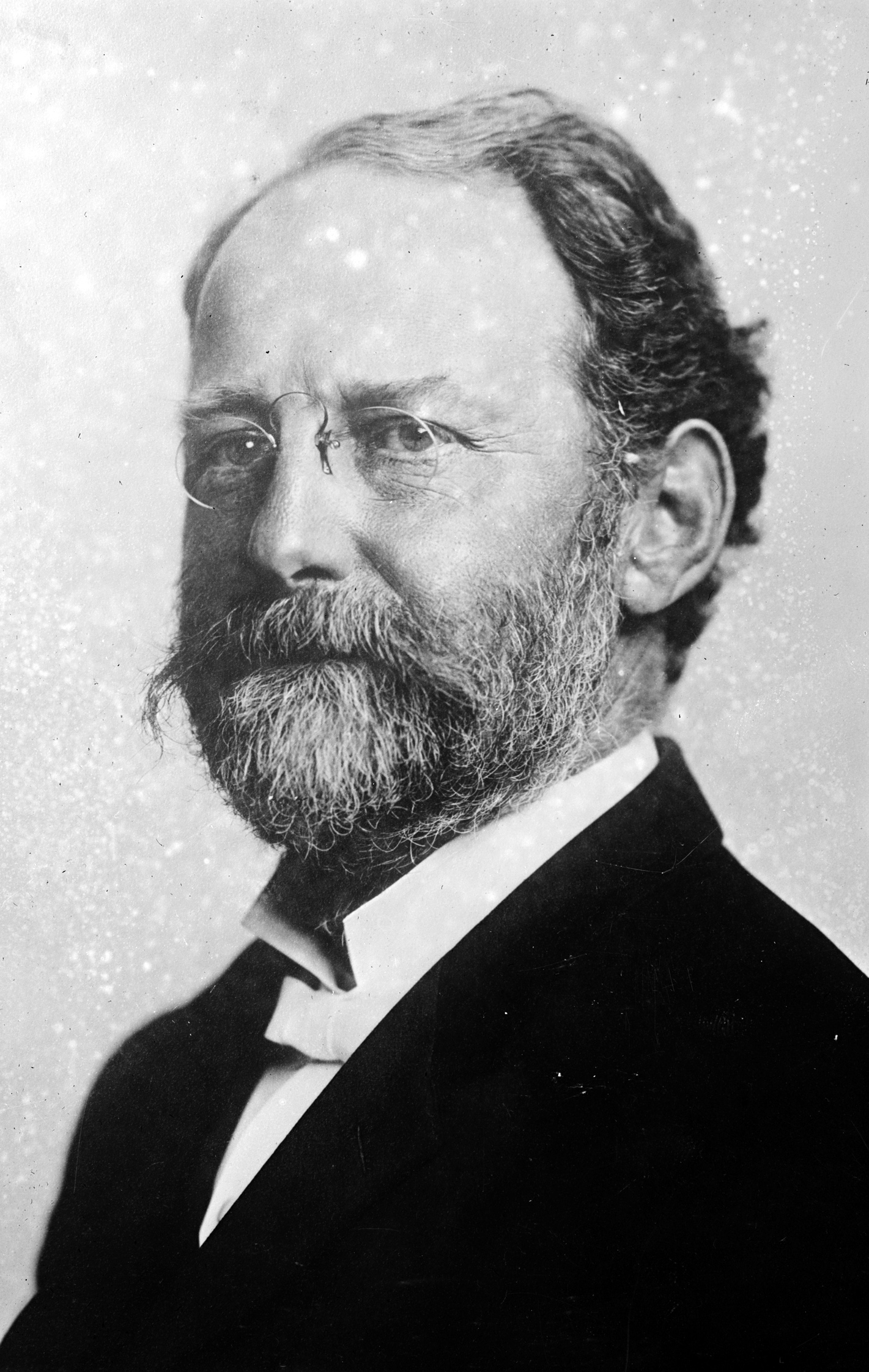
George Pardee
(1857–1941)

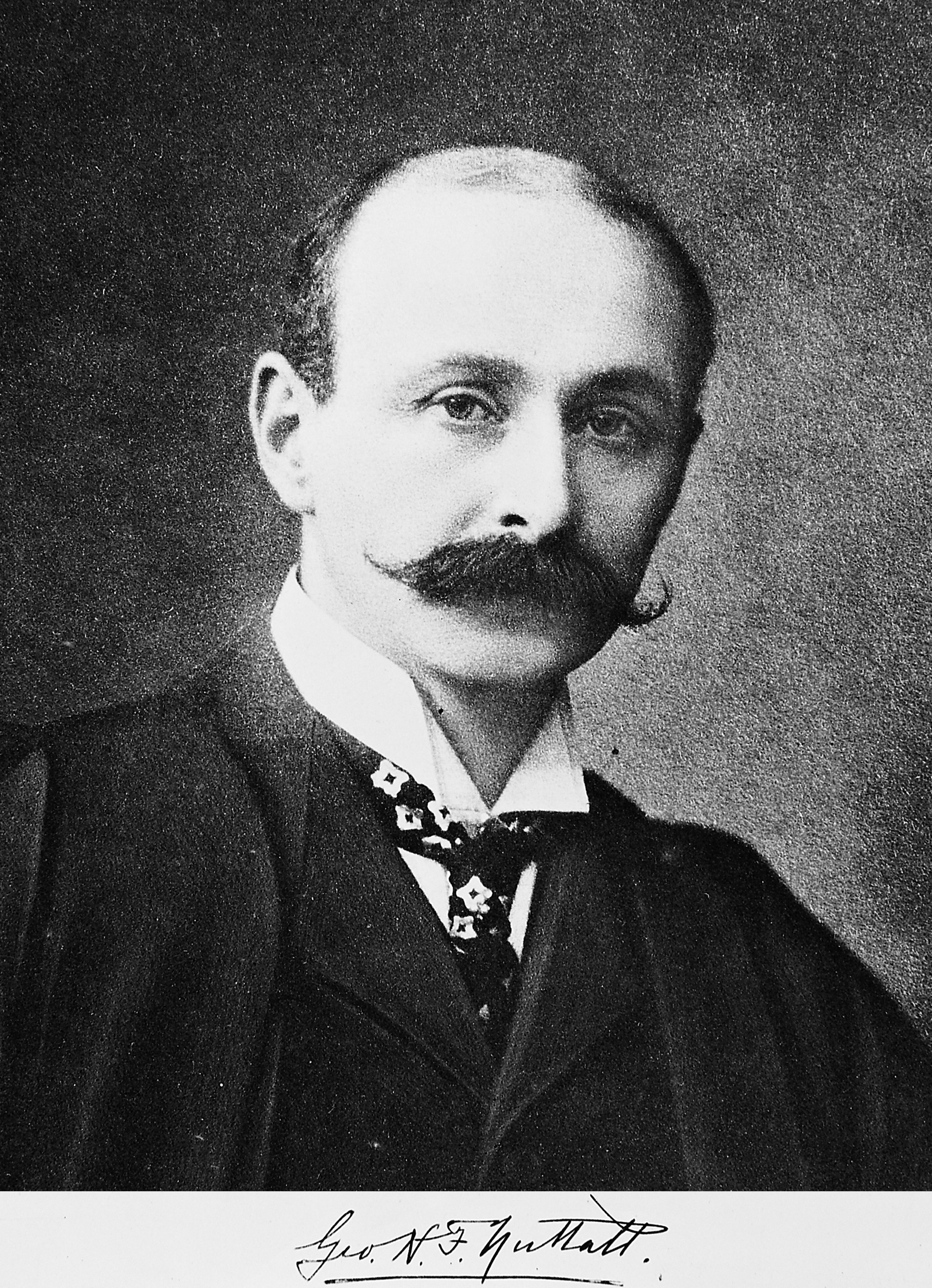
George Henry Falkiner Nuttall
(1862–1937)

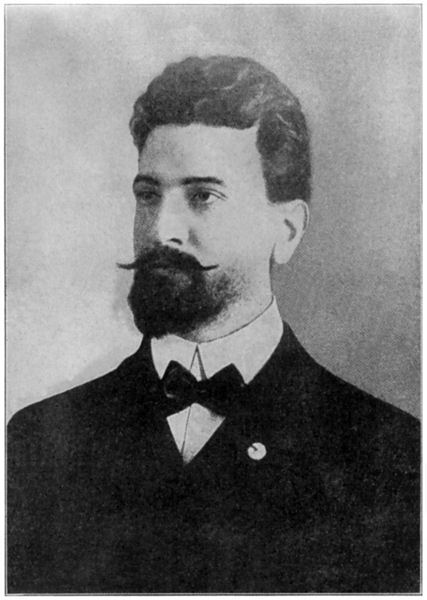
Eugene Schmitz
(1864–1928)

- Henry Patrice Dillon (1850/1851–1909), Maler und Lithograph
- Clay M. Greene (1850–1933), Schriftsteller
- Maggie Moore (1851–1926), Schauspielerin
- David Belasco (1853–1931), Dramatiker, Regisseur, Theaterproduzent und Drehbuchautor
- John Hays Hammond (1855–1936), Geologe, Mineningenieur und Diplomat
- Anna Elizabeth Klumpke (1856–1942), Malerin
- Gertrude Atherton (1857–1948), Schriftstellerin
- Zelia Nuttall (1857–1933), Archäologin und Anthropologin
- George Pardee (1857–1941), Politiker und der 21. Gouverneur von Kalifornien
- Julia Platt (1857–1935), Wirbeltierembryologin und Politikerin
- Genevieve Stebbins (1857–1934), Autorin
- George Fillmore Swain (1857–1931), Bauingenieur
- Georg Wolf (1858–1930), deutscher Bildhauer
- Julie Heierli-Weber (1859–1938), Schweizer Modistin und Trachtenforscherin
- Augusta Déjerine-Klumpke (1859–1927), amerikanisch-französische Neurologin
- James Francis Smith (1859–1928), Brigadegeneral und Generalgouverneur der Philippinen
- John-Antoine Nau (1860–1918), französischer Schriftsteller
- Edward Breck (1861–1929), Autor, Diplomat, Spion, Fechter und Golfer
- William Arms Fisher (1861–1948), Komponist, Musikhistoriker und -verleger
- Dorothea Klumpke (1861–1942), Astronomin
- James D. Phelan (1861–1930), Politiker und Bankier
- Theodore Roberts (1861–1928), Schauspieler
- George Henry Falkiner Nuttall (1862–1937), britischer Biologe
- Charles Rollo Peters (1862–1928), Maler
- William Randolph Hearst (1863–1951), Verleger und Medienzar
- Eugene Schmitz (1864–1928), Politiker
- James J. Corbett (1866–1933), Boxer
- Lincoln Steffens (1866–1936), Journalist und Verleger
- Edgar Seligman (1867–1958), britischer Fechter
- Henry Bergman (1868–1946), Schauspieler und Assistenzregisseur
- Anne Bremer (1868–1923), Malerin des Postimpressionismus
- Joe Choynski (1868–1943), Boxer im Schwergewicht
- Percy Gray (1869–1952), Maler
- George Pauncefort (1869–1942), Film- und Bühnenschauspieler
- Ernest Peixotto (1869–1940), Maler
- James Rolph (1869–1934), Politiker; Gouverneur von Kalifornien und Bürgermeister von San Francisco

#### 1871–1880

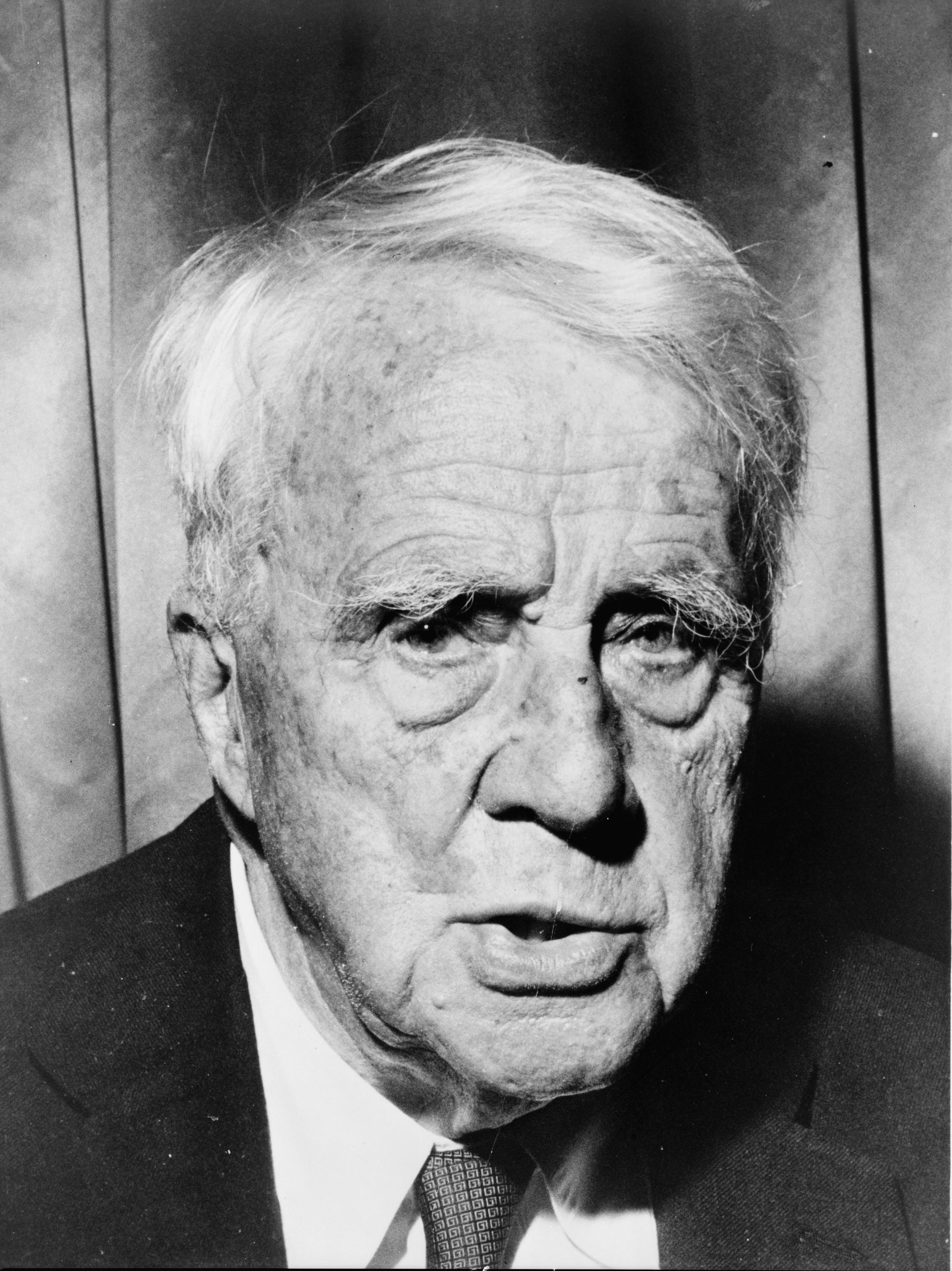
Robert Frost
(1874–1963)

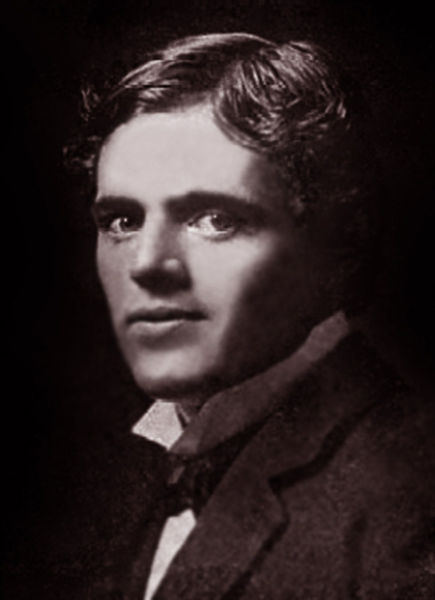
Jack London
(1876–1916)

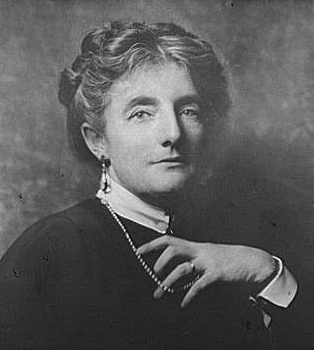
Kathleen Norris
(1880–1966)

- Rosetta Lulah Baume (1871–1934), kalifornische Lehrerin und in Neuseeland eine liberale Politikerin, Feministin und sozial engagierte Frau
- David David-Weill (1871–1952), französischer Bankier, Kunstsammler und Mäzen
- William Hammond Wright (1871–1959), Astronom
- John Van Denburgh (1872–1924), Herpetologe
- Julia Morgan (1872–1957), Architektin
- William H. Clifford (1874–1938), Drehbuchautor und Regisseur
- Joseph Erlanger (1874–1965), Neurophysiologe
- Robert Frost (1874–1963), Dichter und Pulitzerpreisträger
- Frank Elmore Ross (1874–1960), Astronom und Physiker
- Edward Cucuel (1875–1954), Maler
- Ellen Emmet Rand (1875–1941), Malerin und Illustratorin
- Jimmy Swinnerton (1875–1974), Comiczeichner, Karikaturist und Landschaftsmaler
- Georgia Caine (1876–1964), Schauspielerin
- Jack London (1876–1916), Schriftsteller
- George Butte (1877–1940), Politiker und Rechtswissenschaftler
- Isadora Duncan (1877–1927), Tänzerin
- Josephine Lovett (1877–1958), Drehbuchautorin
- Judah Leon Magnes (1877–1948), Rabbiner des Reformjudentums
- Alice B. Toklas (1877–1967), Kochbuchautorin
- Helen Ware (1877–1939), Schauspielerin
- Albert Sonnichsen (1878–1931), Journalist, Schriftsteller und Abenteurer
- Harry Bernard (1878–1940), Schauspieler
- Jimmy Britt (1879–1940), Boxer im Leichtgewicht
- Francis Bruguière (1879–1945), Photograph, Regisseur, Maler und Bildhauer
- Laura Hope Crews (1879–1942), Schauspielerin
- Clarence G. Badger (1880–1964), Filmregisseur
- Jesse L. Lasky (1880–1958), Filmproduzent
- Kathleen Norris (1880–1966), Schriftstellerin

#### 1881–1890

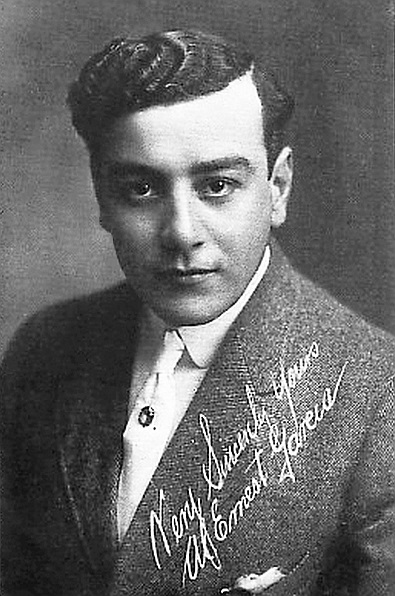
Al Ernest Garcia
(1887–1938)

- James W. Horne (1881–1942), Filmregisseur, Drehbuchautor und Schauspieler
- Ruth Comfort Mitchell (1882–1954), Schriftstellerin und politische Aktivistin
- Thomas E. Selfridge (1882–1908), erstes Todesopfer der motorisierten Luftfahrt
- Conrad Trubenbach (1882–1961), Schwimmer
- Eddie Boland (1883–1935), Filmschauspieler
- Martin Flavin (1883–1967), Schriftsteller
- Rube Goldberg (1883–1970), Cartoonist
- Frank Haller (1883–1939), Boxer[1]
- Francis Honeycutt (1883–1940), Fechter und Armeeoffizier
- Frankie Neil (1883–1970), Boxer im Bantamgewicht
- Robert John Armstrong (1884–1957), römisch-katholischer Bischof von Sacramento
- Abe Attell (1884–1970), Boxer
- Robert Alfred Theobald (1884–1957), Admiral
- Ernie Adams (1885–1947), Schauspieler
- Monte Attell (1885–1960), Boxer im Bantamgewicht
- Louise Bryant (1885–1936), Journalistin und Autorin
- Catherine Gertrude Hoffman (1885–1966), Tänzerin und Choreographin
- Heinie Conklin (1886–1959), Schauspieler und Komiker
- Armin Hansen (1886–1957), Maler und Grafiker
- Al Ernest Garcia (1887–1938), Schauspieler, Regisseur und Casting Director
- Chesley Bonestell (1888–1986), Science-Fiction-Illustrator
- Clarence Griffin (1888–1973), Tennisspieler
- Percy Kilbride (1888–1964), Schauspieler
- Frances Marion (1888–1973), Drehbuchautorin und Regisseurin
- Walter Catlett (1889–1960), Schauspieler
- Marjorie Rambeau (1889–1970), Schauspielerin
- Tracy I. Storer (1889–1973), Zoologe
- Daniel J. Callaghan (1890–1942), Admiral
- Chester M. Franklin (1890–1954), Filmregisseur, Stummfilmschauspieler, Filmproduzent und Autor
- Jay McLean (1890–1957), Arzt und medizinischer Forscher, Entdecker des Heparins
- Roland Totheroh (1890–1967), Kameramann

#### 1891–1900

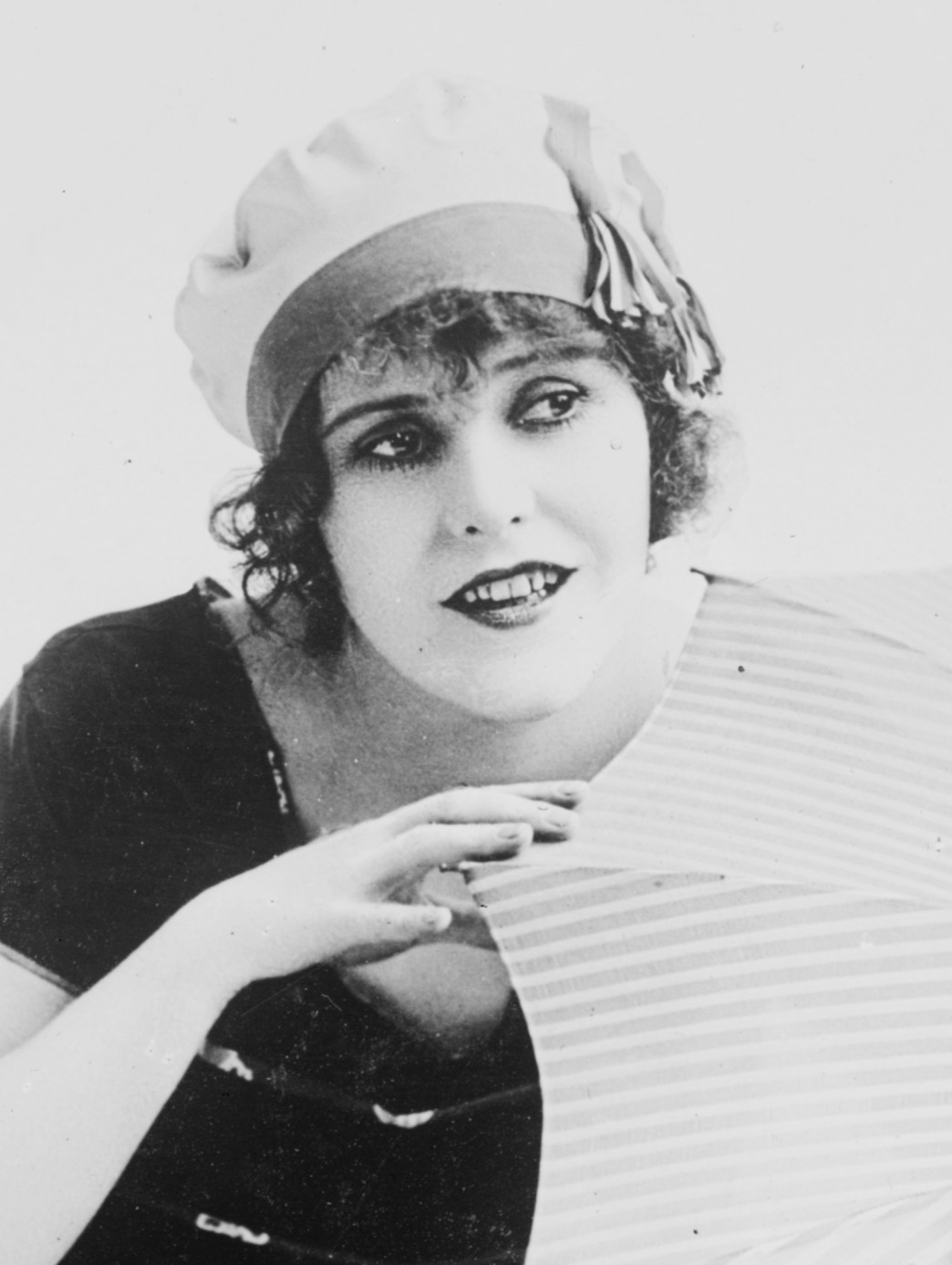
Ruth Roland
(1892–1937)

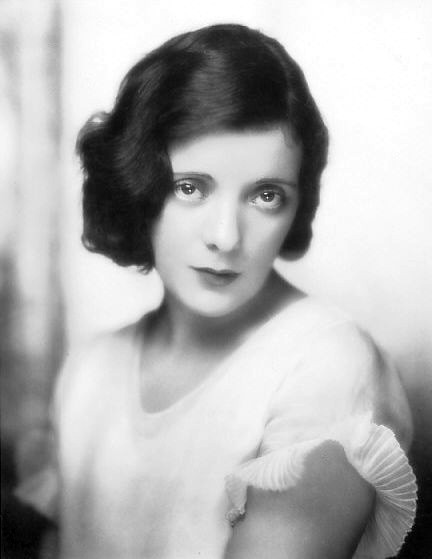
Alma Rubens
(1897–1931)

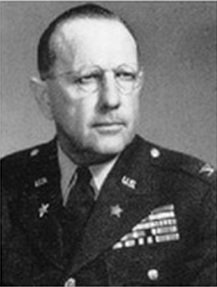
Boris Pash
(1900–1995)

- Frederick Jacobi (1891–1952), Komponist
- George Paul Miller (1891–1982), Politiker
- Willie Ritchie (1891–1975), Boxer
- Lindley Murray (1892–1970), Tennisspieler
- Ruth Roland (1892–1937), Schauspielerin
- James David Zellerbach (1892–1963), Unternehmer und Diplomat
- Sidney Franklin (1893–1972), Regisseur und Filmproduzent
- Beatrice Wood (1893–1998), Schriftstellerin und Objektkünstlerin des Dadaismus und des Surrealismus
- Phyllida Ashley (1894–1975), Pianistin
- David Butler (1894–1979), Filmregisseur, Schauspieler, Drehbuchautor und Filmproduzent
- Harry Heilmann (1894–1951), Baseballspieler
- Bill Johnston (1894–1946), Tennisspieler
- Lewis Martin (1894–1969), Schauspieler
- Hal Mohr (1894–1974), Kameramann
- Jimmy Murphy (1894–1924), Autorennfahrer
- Feg Murray (1894–1973), Leichtathlet
- Elmer Robinson (1894–1982), Jurist und Politiker; Bürgermeister von San Francisco
- Otto R. Schnutenhaus (1894–1976), deutscher Wirtschaftswissenschaftler
- LeRoy Stone (1894–1949), Filmeditor
- Walter Wanger (1894–1968), Filmproduzent
- Will Wright (1894–1962), Charakterdarsteller
- Gracie Allen (1895–1964), Schauspielerin
- Fay Babcock (1895–1970), Szenenbildnerin
- Louise Dahl-Wolfe (1895–1989), Fotografin
- Aileen Pringle (1895–1989), Schauspielerin
- Alfred Santell (1895–1981), Filmregisseur
- Stanton A. Coblentz (1896–1982), Schriftsteller
- Lenore J. Coffee (1896–1984), Drehbuchautorin
- Dorothy Arzner (1897–1979), Regisseurin
- Alma Lavenson (1897–1989), Fotografin
- Earle Nelson (1897–1928), Serienmörder
- Alma Rubens (1897–1931), Stummfilmschauspielerin
- Charlie Doe (1898–1995), Rugby-Union-Spieler
- George Eldredge (1898–1977), Schauspieler
- Fred Guiol (1898–1964), Drehbuchautor, Kameramann, Filmregisseur und Filmproduzent
- Preston Steiger (1898–1931), Wasserballspieler
- George O’Brien (1899–1985), Schauspieler
- Jack Howell (1899–1967), Schwimmer
- Walter Woolf King (1899–1984), Schauspieler und Sänger
- Carmel Myers (1899–1980), Schauspielerin
- Mervyn LeRoy (1900–1987), Filmregisseur und -Produzent
- Lloyd Corrigan (1900–1969), Schauspieler, Filmregisseur und Drehbuchautor
- Boris Pash (1900–1995), Oberst
- Malvina Reynolds (1900–1978), Sängerin, Komponistin und politische Aktivistin
- Heaton Wrenn (1900–1978), Rugby-Union-Spieler[2]

### 20. Jahrhundert

#### 1901–1910

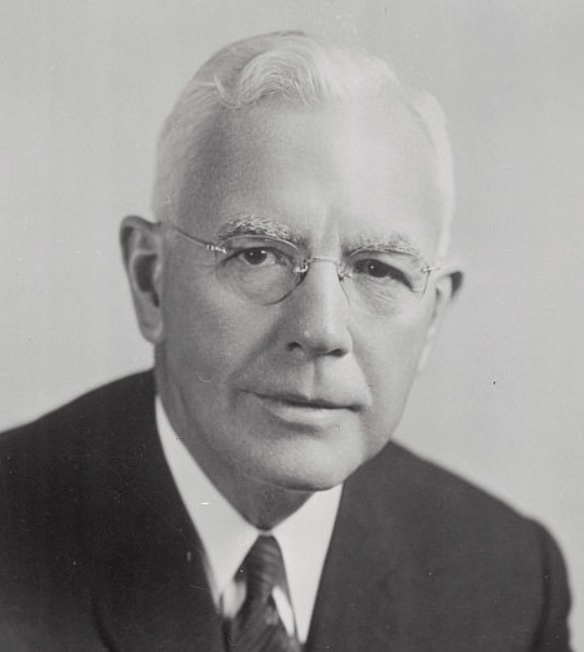
John McCone
(1902–1991)

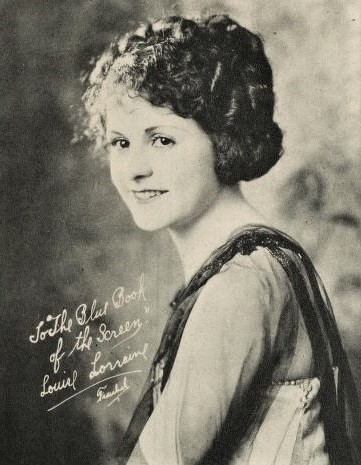
Louise Lorraine
(1904–1981)

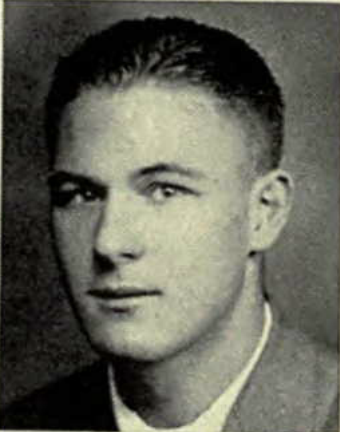
Burton Jastram
(1910–1995)

- James Carson (1901–1964), Wasserballspieler
- Frank Dorn (1901–1981), Brigadegeneral der United States Army
- Hugo Friedhofer (1901–1981), Filmkomponist
- George Mitchell (1901–1988), Wasserballspieler
- Ansel Adams (1902–1984), Fotograf
- Charles Barton (1902–1981), Regisseur
- John McCone (1902–1991), Regierungsbeamter und Direktor der CIA
- Lloyd Nolan (1902–1985), Schauspieler
- Irving Asher (1903–1985), Filmproduzent
- Alfred Boeddeker (1903–1994), Franziskaner, katholischer Theologe
- Elisha Cook (1903–1995), Schauspieler
- Tony Lazzeri (1903–1946), Baseballspieler
- Sterling Noel (1903–1984), Schriftsteller
- Winthrop Sargeant (1903–1986), Musikkritiker
- Irving Stone (1903–1989), Schriftsteller
- Raymond Bailey (1904–1980), Schauspieler
- Delmer Daves (1904–1977), Drehbuchautor und Regisseur
- John Eldredge (1904–1961), Schauspieler
- Louise Lorraine (1904–1981), Schauspielerin
- Frederick Wolters (1904–1990), Hockeyspieler
- Pat Brown (1905–1996), Politiker und 32. Gouverneur von Kalifornien
- Robert Carlson (1905–1965), Regattasegler
- Hugh Aloysius Donohoe (1905–1987), römisch-katholischer Bischof
- Charles Lane (1905–2007), Schauspieler
- Lionel Lindon (1905–1971), oscarprämierter Kameramann
- John Shelley (1905–1974), Politiker
- Joe Cronin (1906–1984), Baseballspieler
- Emerson Spencer (1906–1985), Sprinter
- Kam Tong (1906–1969), Schauspieler
- Maria Branyas Morera (1907–2024), spanische Altersrekordlerin
- Philip Fisher (1907–2004), Wertpapieranalyst und Vermögensverwalter
- Frankie Klick (1907–1982), Boxer
- Lynn Townsend White (1907–1987), Mediävist und Wissenschaftshistoriker
- Mel Blanc (1908–1989), Hörspiel- und Synchronsprecher
- Robert T. Orr (1908–1994), Wirbeltierzoologe, Naturforscher und Mykologe
- Harry L. Wolf (1908–1993), Kameramann
- Wilhelmina von Bremen (1909–1976), Leichtathletin
- Milt Kahl (1909–1987), Animator
- Henri LaBorde (1909–1993), Leichtathlet
- Phillip Terry (1909–1993), Schauspieler
- Olin C. Wilson (1909–1994), Astronom
- Bud Winter, eigentlich Lloyd C. Winter (1909–1985), Leichtathletiktrainer
- Bill Goodwin (* 28. Juli 1910–1958), Schauspieler, Radio- und Fernsehmoderator
- Burton Jastram (1910–1995), Ruderer
- Phyllis M. Kaberry (1910–1977), Anthropologin
- Wini Shaw (1910–1982), Schauspielerin und Sängerin

#### 1911–1920

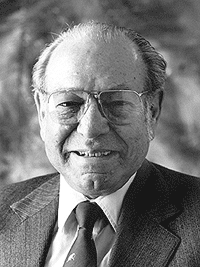
Dorian Shainin
(1914–2000)

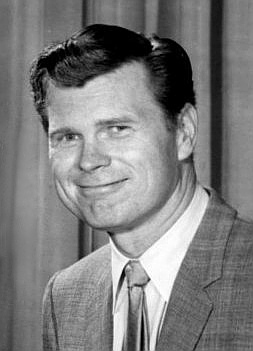
Barry Nelson
(1917–2007)

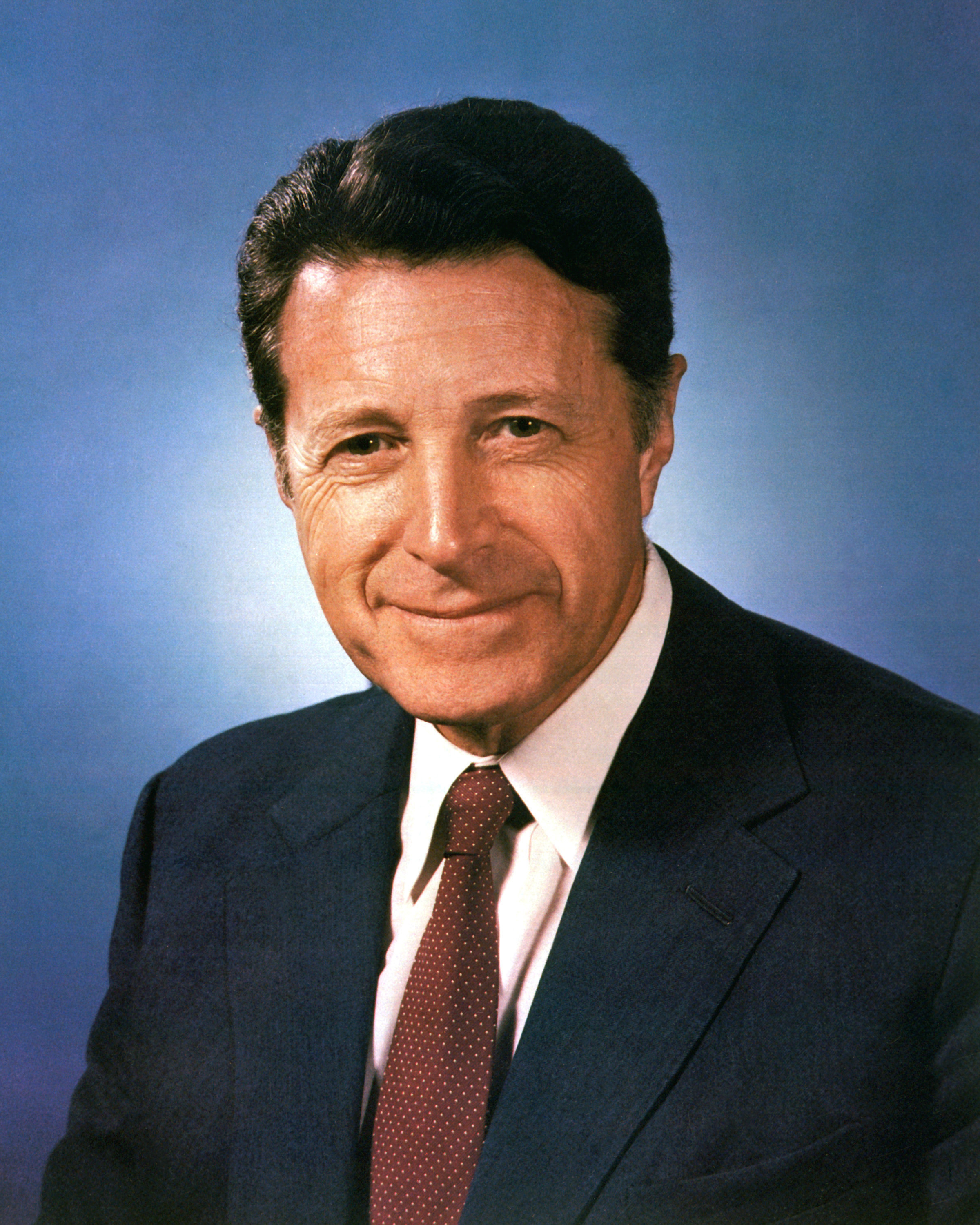
Caspar Weinberger
(1917–2006)

- Luis Walter Alvarez (1911–1988), Physiker und Nobelpreisträger
- June Gale (1911–1996), Filmschauspielerin und Bühnenschauspielerin
- Larry Lansburgh (1911–2001), Filmproduzent, Filmregisseur, Drehbuchautor und Kameramann
- Frederick Seitz (1911–2008), Präsident der Rockefeller University
- Barbara DeWolfe (1912–2008), Ornithologin und Hochschullehrerin
- Jean Gale (1912–1974), Schauspielerin
- Joan Gale (1912–1998), Filmschauspielerin
- Fred Apostoli (1913–1973), Mittelgewichts-Boxer
- William A. Enemark (1913–2016), Generalmajor der United States Army
- Edith Motridge (1913–2007), Schwimmerin
- Sam Ruben (1913–1943), Chemiker
- James Joseph Sweeney (1913–1968), römisch-katholischer Bischof von Honolulu
- Keiko Fukuda (1913–2013), japanisch-amerikanische Judoka, wirkte hier als Lehrer und starb hier
- Virginia Coffman (1914–2005), Drehbuchautorin
- Esther Eng (1914–1970), sinoamerikanische Regisseurin
- Jack LaLanne (1914–2011), Begründer der Fitness-Bewegung
- Dorian Shainin (1914–2000), Unternehmensberater
- Pat Welsh (1915–1995), Schauspielerin
- Victor Sen Yung (1915–1980), Schauspieler
- Carel B. Germain (1916–1995), Sozialwissenschaftlerin
- Denham Harman (1916–2014), Biogerontologe
- Shirley Jackson (1916–1965), Schriftstellerin
- Hank Luisetti (1916–2002), Basketballspieler
- Robert McNamara (1916–2009), Ford-Manager, US-Verteidigungsminister, Weltbankpräsident
- Jack Vance (1916–2013), Science-Fiction-Autor
- Jule Gregory Charney (1917–1981), Meteorologe
- Michael S. Davison (1917–2006), General
- Andy Marefos (1917–1996), American-Football-Spieler
- Barry Nelson (1917–2007), Schauspieler; erster Darsteller des Geheimagenten James Bond
- Caspar Weinberger (1917–2006), US-Verteidigungsminister
- Peter Bowers (1918–2003), Luftfahrtjournalist und Ingenieur
- John DeCuir (1918–1991), Filmarchitekt
- Marjorie Lord (1918–2015), Film- und Fernsehschauspielerin
- Richard E. Lyng (1918–2003), US-Landwirtschaftsminister
- Vito Scotti (1918–1996), Schauspieler
- Jocelyn Brando (1919–2005), Schauspielerin
- John R. Deane junior (1919–2013), Viersterne-General der United States Army
- Bob Drake (1919–1990), Autorennfahrer
- Joseph Hunt (1919–1945), Tennisspieler
- Sam Angel (1920–2007), Pokerspieler
- Owen Chamberlain (1920–2006), Physiker und Nobelpreisträger
- Bob Feerick (1920–1976), Basketballspieler
- Theodore Geballe (1920–2021), Physiker sowie Professor und Direktor des Centers for Materials Research an der Stanford University
- Charles Ginsburg (1920–1992), Pionier der Magnetbandaufzeichnungstechnik
- Hal March (1920–1970), Komiker, Schauspieler, Fernsehmoderator und Drehbuchautor
- Hephzibah Menuhin (1920–1981), Pianistin
- Robert William Straub (1920–2002), Politiker, Gouverneur des Bundesstaates Oregon
- Elmo R. Zumwalt (1920–2000), Admiral

#### 1921–1930

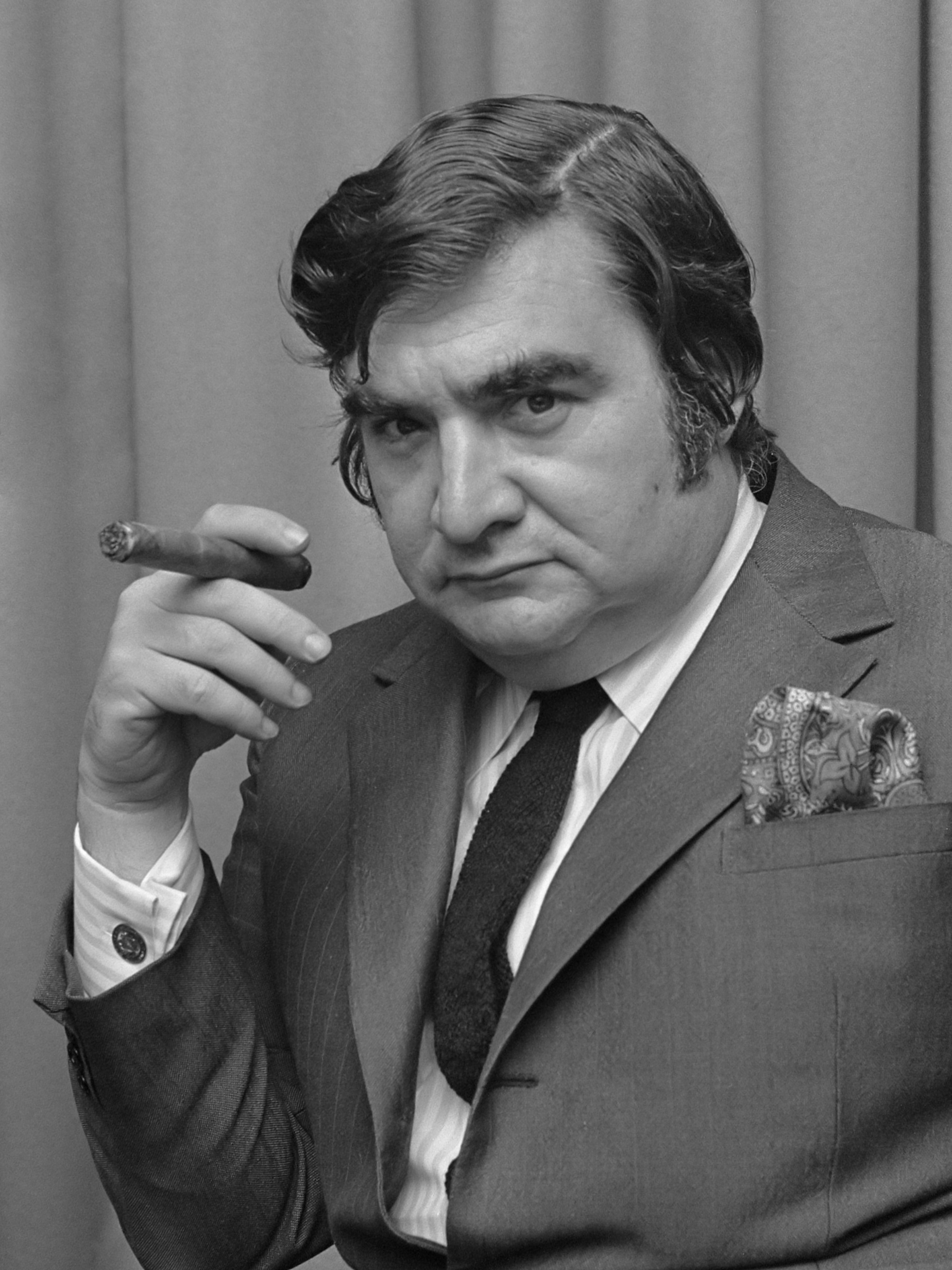
Pierre Salinger
(1925–2004)

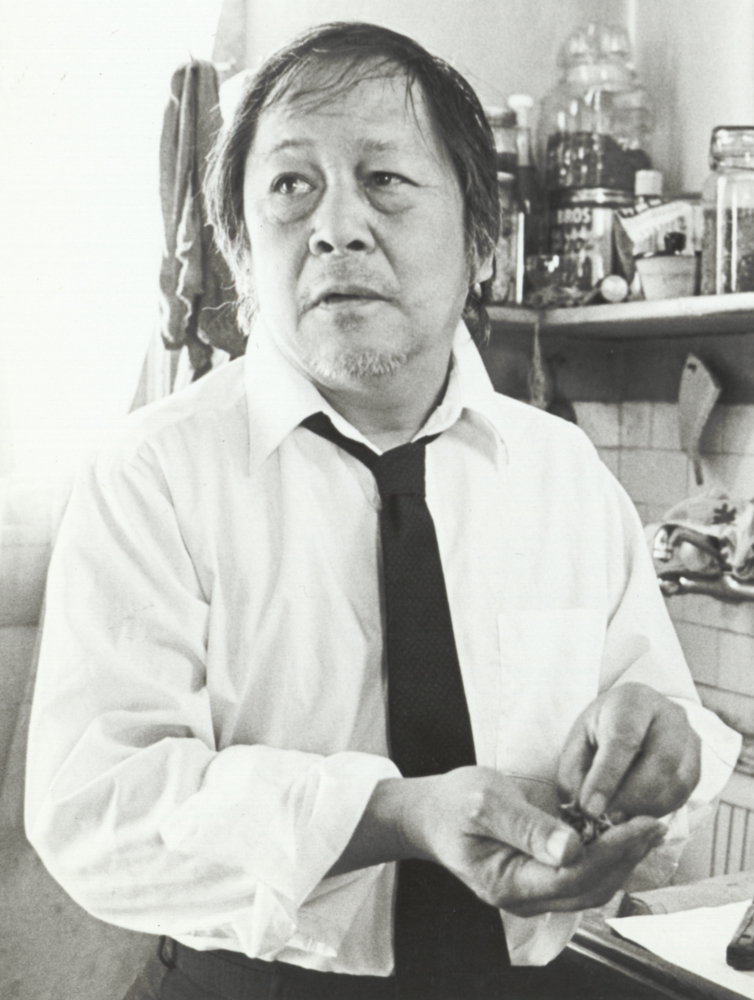
Victor Wong
(1927–2001)

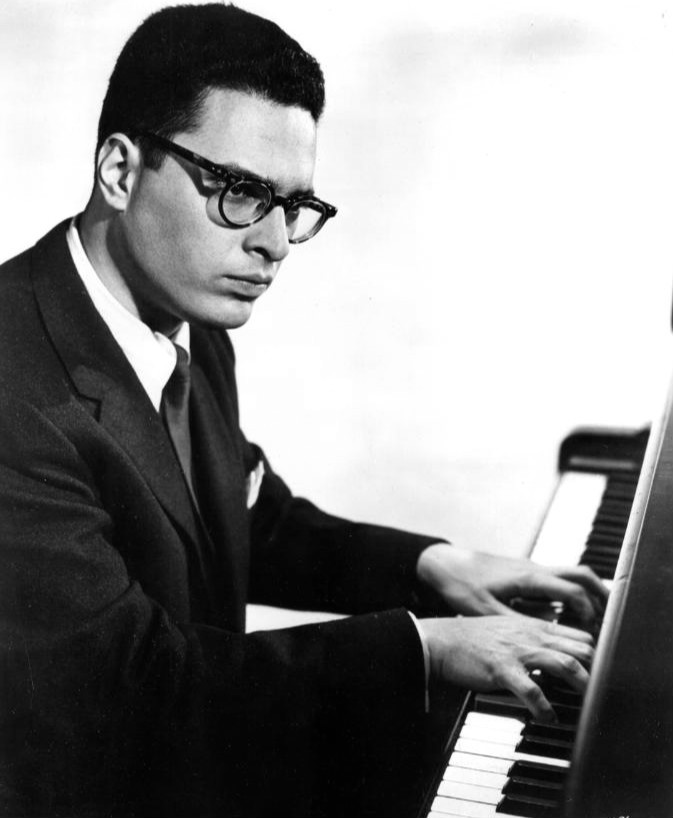
Leon Fleisher
(1928–2020)

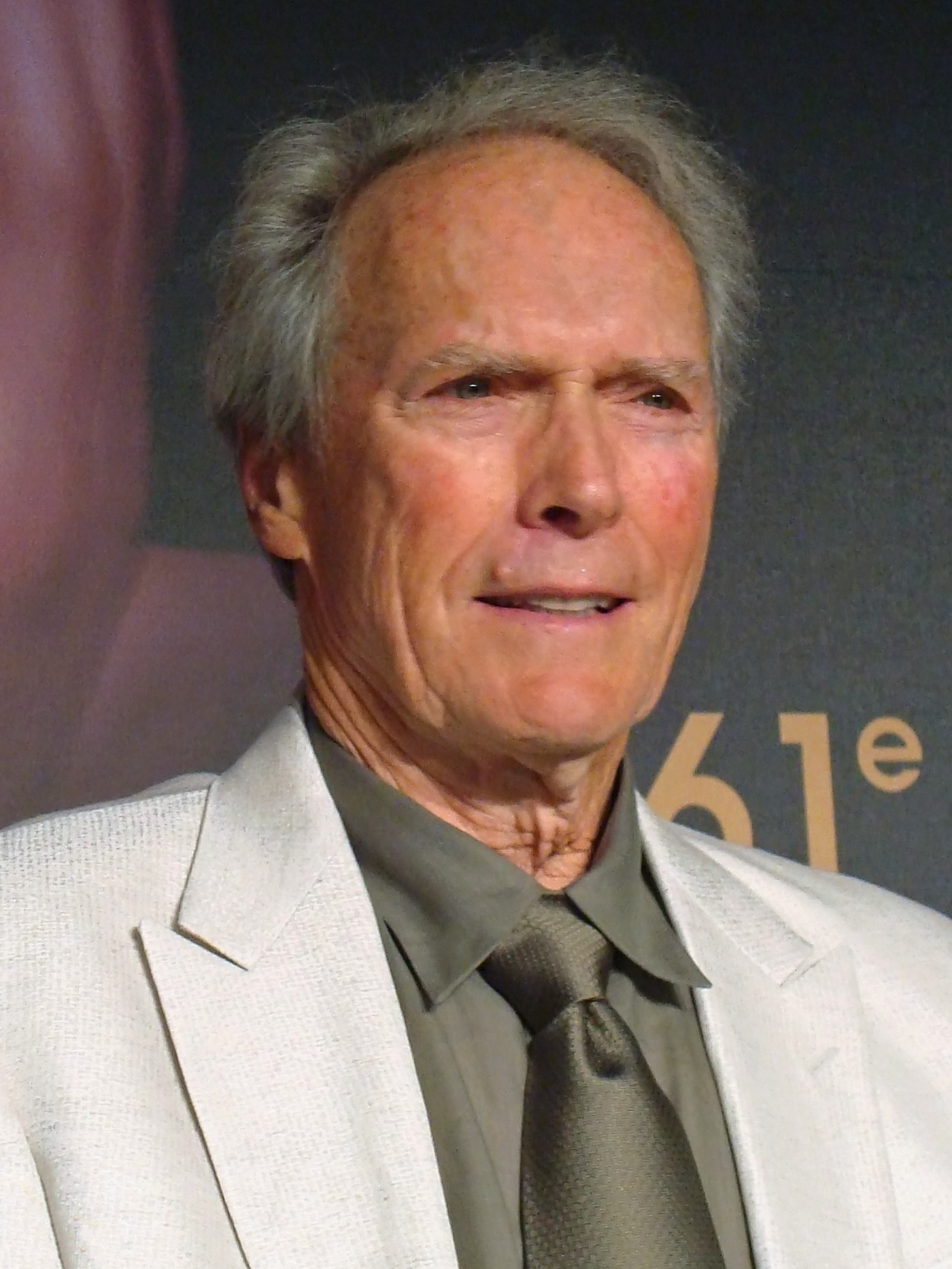
Clint Eastwood
(* 1930)

- Lisa Ben (1921–2015), Autorin und LGBT-Aktivistin
- Richard Egan (1921–1987), Schauspieler und Stuntman
- Yasuhiro Ishimoto (1921–2012), japanisch-US-amerikanischer Fotograf
- Del Martin (1921–2008), Journalistin, Autorin und LGBT-Aktivistin
- Grover Klemmer (1921–2015), NFL-Schiedsrichter
- Miriam Solovieff (1921–2004), Geigerin und Musikpädagogin
- Patricia Todd (1922–2015), Tennisspielerin
- Robert Leahy Fair (1923–1983), Generalleutnant der United States Army
- James Hardy (1923–1986), Ruderer
- Paul Desmond (1924–1977), Cool-Jazz-Saxophonist
- Victoria Draves (1924–2010), Wasserspringerin
- Brenda Helser (1924–2001), Schwimmerin[3]
- Ruth Olay (1924–22021), Jazzsängerin
- Bill Perkins (1924–2003), Jazzmusiker
- Paula Raymond (1924–2003), Schauspielerin, Sängerin, Tänzerin und Fotomodell
- Rex Downing (1925–2020), Schauspieler
- Eddie Duran (1925–2019), Jazz-Gitarrist
- Victor Klee (1925–2007), Mathematiker
- Pierre Koenig (1925–2004), Architekt
- Robert Linn (1925–1999), Komponist und Musikpädagoge
- Jerry Paris (1925–1986), Schauspieler und Regisseur
- Pierre Salinger (1925–2004), Journalist und Pressesprecher
- Jerry Wunderlich (1925–1999), Szenenbildner
- Ann Curtis (1926–2012), Schwimmerin
- Clifford Geertz (1926–2006), Ethnologe und Anthropologe
- Earl Bernard Murray (1926–2002), Trompeter und Dirigent
- Francis Thomas Hurley (1927–2016), römisch-katholischer Erzbischof von Anchorage
- José de Jesús Madera Uribe (1927–2017), römisch-katholischer Geistlicher, Bischof von Fresno
- Allen Newell (1927–1992), Informatiker und Kognitionspsychologe, Turingpreisträger
- Gregg Palmer (1927–2015), Filmschauspieler
- Sam Spence (1927–2016), Filmkomponist und Dirigent
- Dick Stanfel (1927–2015), American-Football-Spieler
- Philip Wolfe (1927–2016), Mathematiker
- Victor Wong (1927–2001), Schauspieler
- Donald G. Fisher (1928–2009), Unternehmer
- Leon Fleisher (1928–2020), Pianist
- Vince Guaraldi (1928–1976), Jazzmusiker
- Barbara Stauffacher Solomon (1928–2024), Landschaftsarchitektin und Grafikdesignerin
- Walter Tevis (1928–1984), Schriftsteller
- Stuart Whitman (1928–2020), Schauspieler
- Frank Wolff (1928–1971), Schauspieler
- William Woodfield (1928–2001), Fotograf, Fernsehproduzent und Zauberkünstler
- George Burt (1929–2015), Komponist und Hochschullehrer
- Gordon Moore (1929–2023), Mitbegründer der Firma Intel
- George Moscone (1929–1978), Politiker und Bürgermeister der Stadt San Francisco
- Talus Taylor (1929–2015), Kinderbuchautor und Zeichner
- Patricia Meyer Spacks (* 1929), Literaturwissenschaftlerin
- Bradford Dillman (1930–2018), Filmschauspieler
- Clint Eastwood (* 1930), Schauspieler und Filmregisseur
- David Herlihy (1930–1991), Sozial- und Wirtschaftshistoriker
- Patricia Herlihy (1930–2018), Historikerin
- Jim Loscutoff (1930–2015), Basketballspieler
- Dan Patiris (1930–2022), Jazzmusiker
- Gary Snyder (* 1930), Schriftsteller und Umweltaktivist
- Jim Walsh (1930–1976), Basketballspieler[4]
- Joan Weldon (1930–2021), Schauspielerin und Sängerin
- John Watts Young (1930–2018), Astronaut

#### 1931–1940

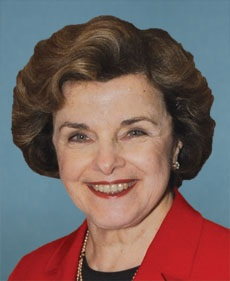
Dianne Feinstein
(1933–2023)

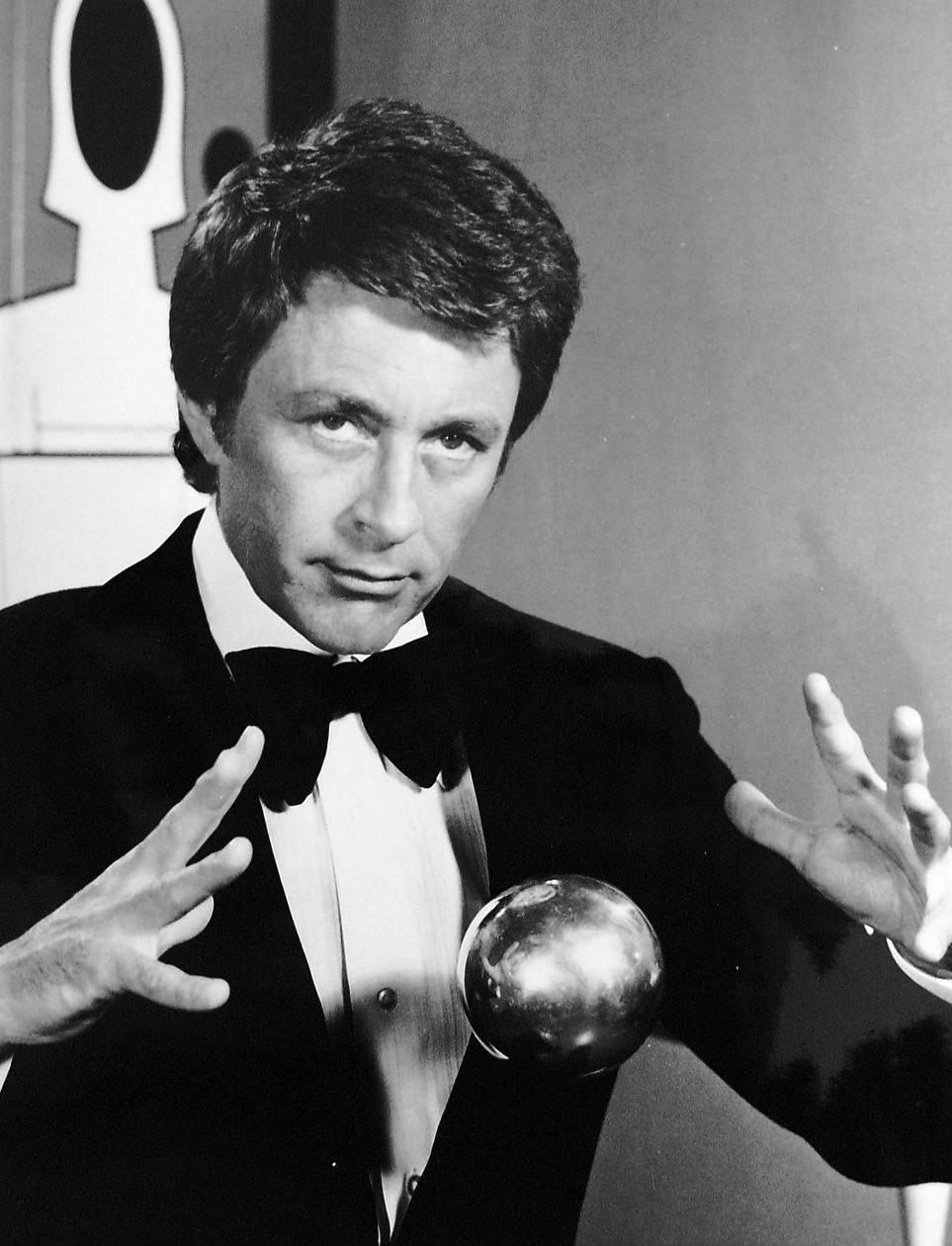
Bill Bixby
(1934–1993)

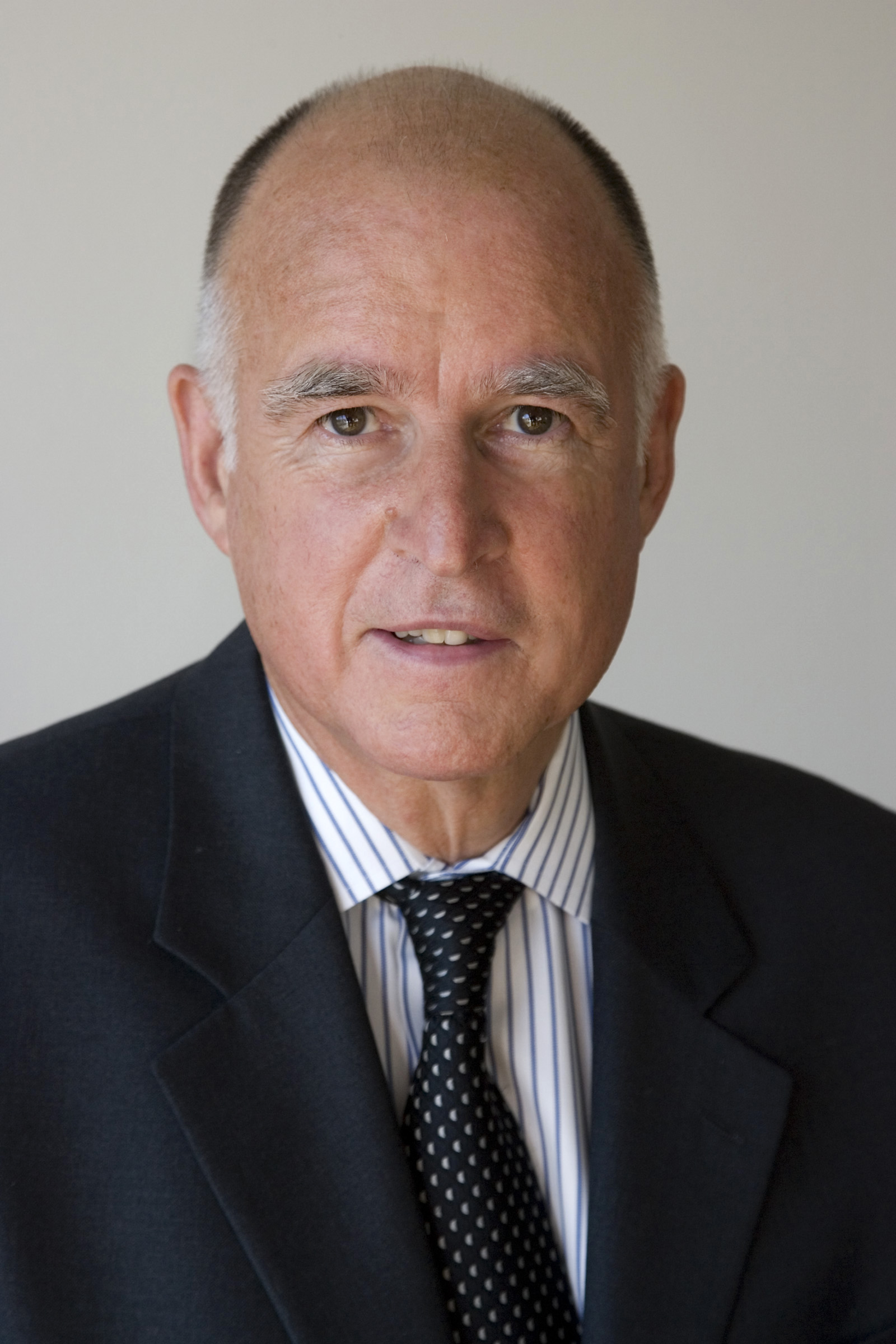
Jerry Brown
(* 1938)

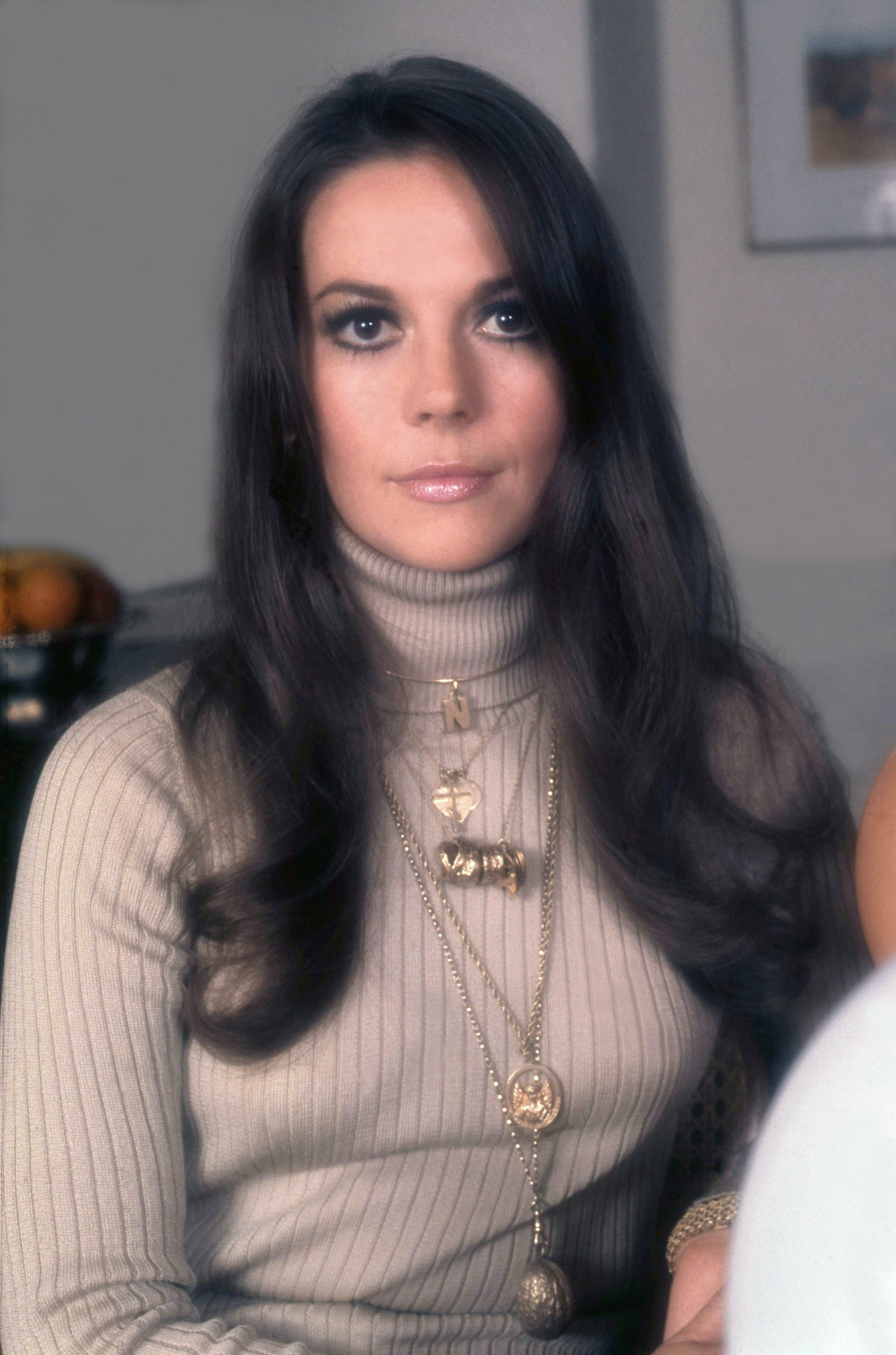
Natalie Wood
(1938–1981)

- Paul Mantee (1931–2013), Schauspieler und Roman-Autor
- Mala Powers (1931–2007), Schauspielerin
- Bob St. Clair (1931–2015), American-Football-Spieler
- Robert Bechtle (1932–2020), Maler und Grafiker
- Susan Brown (1932–2018), Schauspielerin
- Dian Fossey (1932–1985), Zoologin
- James Gaughran (* 1932), Wasserballspieler
- David R. Wones (1932–1984), Mineraloge und Petrologe
- Patricia Bosworth (1933–2020), Journalistin, Schauspielerin und Autorin
- Dianne Feinstein (1933–2023), Politikerin
- Lloyd J. Old (1933–2011), Immunologe
- Bill Bixby (1934–1993), Schauspieler
- John Heilbron (1934–2023), Wissenschaftshistoriker
- Charles Nuetzel (* 1934), Autor und Verleger
- Barre Phillips (1934–2024), Jazz- und Improvisationsmusiker
- Yvonne Rainer (* 1934), Choreografin und Filmemacherin
- Don Friedman (1935–2016), Jazzpianist
- Johnny Mathis (* 1935), Sänger und Entertainer
- Burny Mattinson (1935–2023), Animator und Drehbuchautor
- Pete Gross (1936–1992), Sportkommentator
- Cliff Bole (1937–2014), Regisseur
- Bruce Brown (1937–2017), Dokumentarfilmer
- Joseph S. Nelson (1937–2011), kanadischer Zoologe
- Dale Russell (1937–2019), kanadischer Paläontologe
- James J. Sheehan (* 1937), Historiker
- Daniel Francis Walsh (* 1937), römisch-katholischer Altbischof von Santa Rosa in California
- Joan Blackman (* 1938), Schauspielerin
- Stephen Breyer (* 1938), Jurist und Richter am Obersten Gerichtshof der Vereinigten Staaten
- Jerry Brown (* 1938), Politiker und Gouverneur von Kalifornien
- Joan Brown (1938–1990), Malerin und Hochschullehrerin
- Timothy Gallwey (* 1938), Sachbuchautor
- Richard Serra (1938–2024), Bildhauer
- Natalie Wood (1938–1981), Schauspielerin
- George Archer (1939–2005), Golfspieler
- Craig R. Barrett (* 1939), Ingenieur, Manager, ehemaliger Vorstand und CEO von Intel
- Dick Berk (1939–2014), Jazz-Schlagzeuger
- Peter K. Elkus (* 1939), Gesangslehrer
- Jack N. Green (* 1939), Kameramann
- Jake Holmes (* 1939), Folksänger und Songwriter
- Ron Nagle (* 1939), Künstler, Musiker (Sänger/Songwriter) und Plattenproduzent
- Mary Stallings (* 1939), Jazzsängerin
- June Watanabe (* 1939), Tänzerin und Choreographin
- Charles Webb (1939–2020), Schriftsteller
- Brooksley Born (* 1940), Juristin, Anwältin und Bundesbehörde-Vorsitzende
- Mary Heilmann (* 1940), abstrakte Malerin
- Bruce Lee (1940–1973), Schauspieler und Kampfkünstler
- Peter Lyman (1940–2007), Informationswissenschaftler
- Brent McCall (1940–2019), Komponist
- Eddie Moore (1940–1990), Jazzmusiker
- Robert Primes (* 1940), Kameramann
- George Seifert (* 1940), American-Football-Trainer
- Henry Viccellio Jr. (* 1940), General der United States Air Force
- Johnny Weissmuller Jr. (1940–2006), Schauspieler und Autor

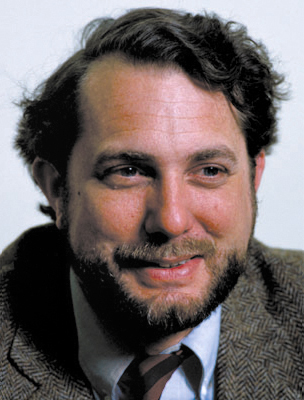
Stephen A. Benton
(1941–2003)

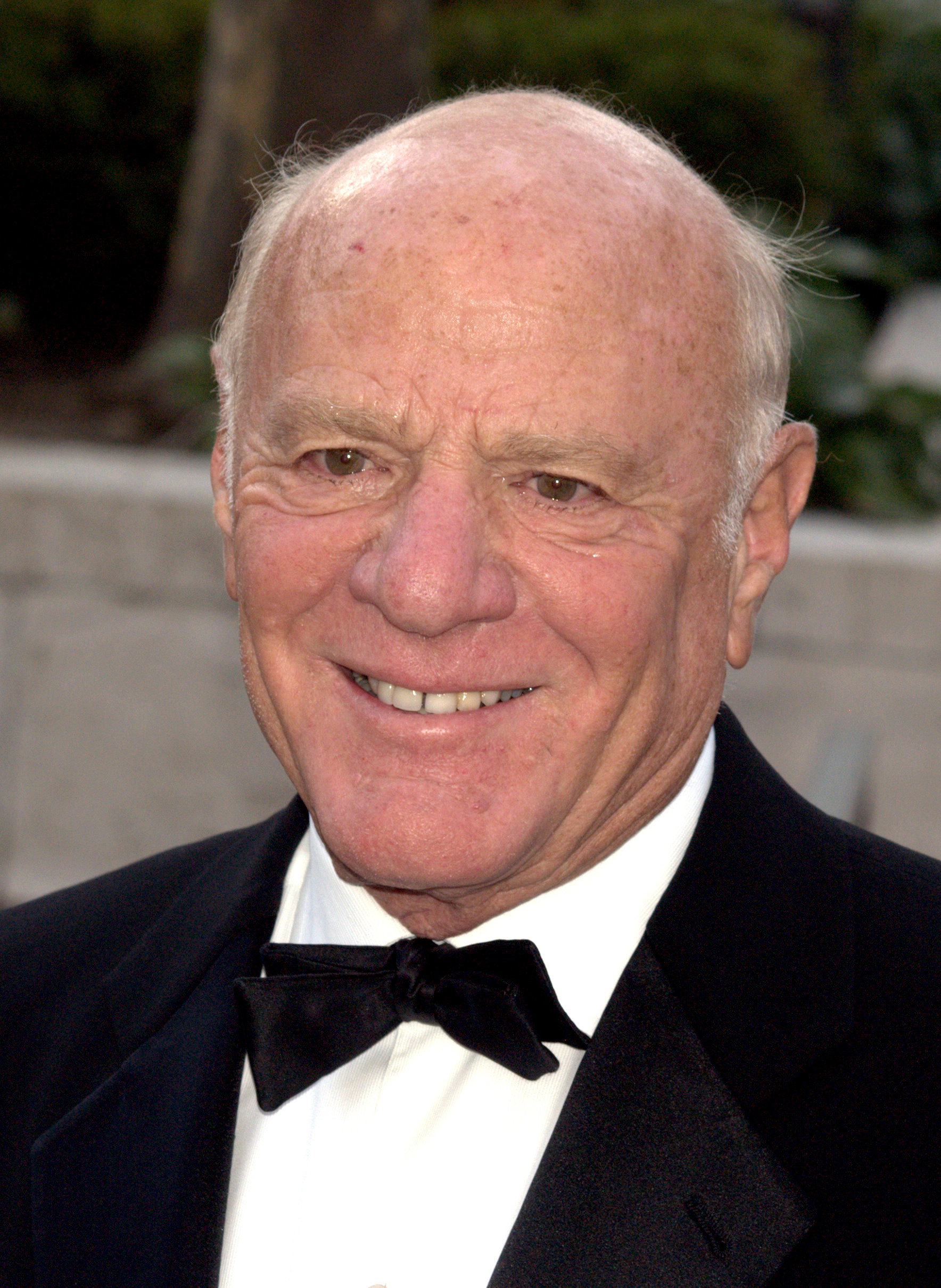
Barry Diller
(* 1942)

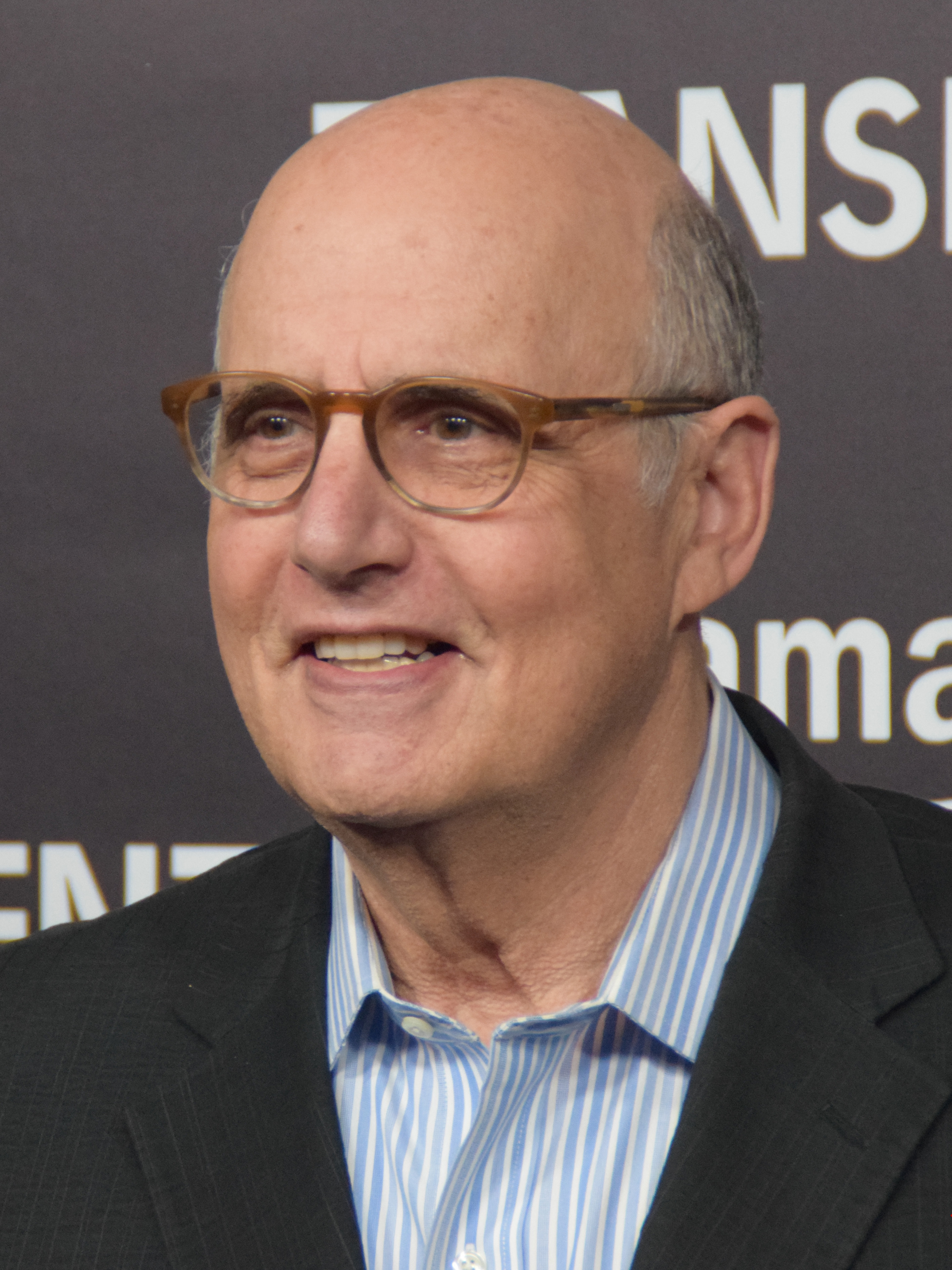
Jeffrey Tambor
(* 1944)

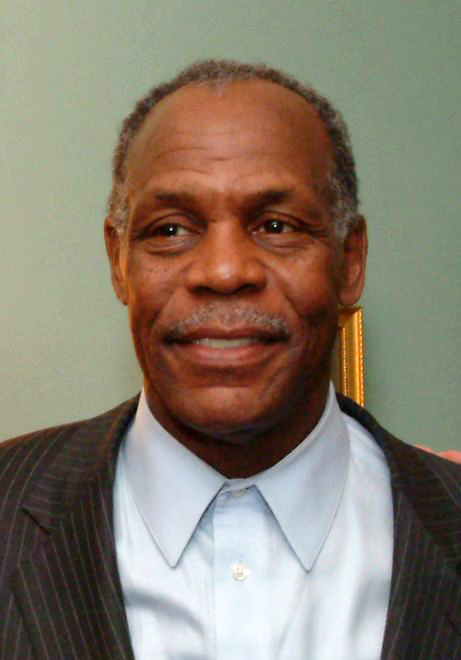
Danny Glover
(* 1946)

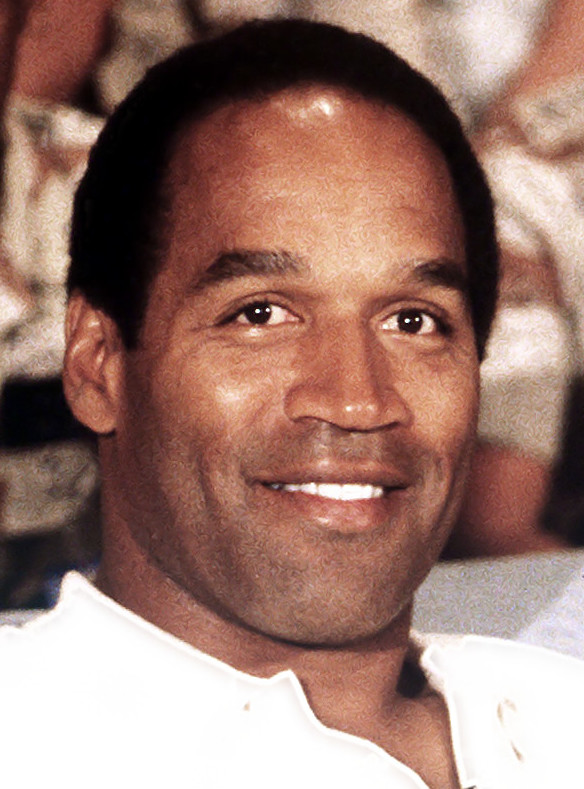
O. J. Simpson
(1947–2024)

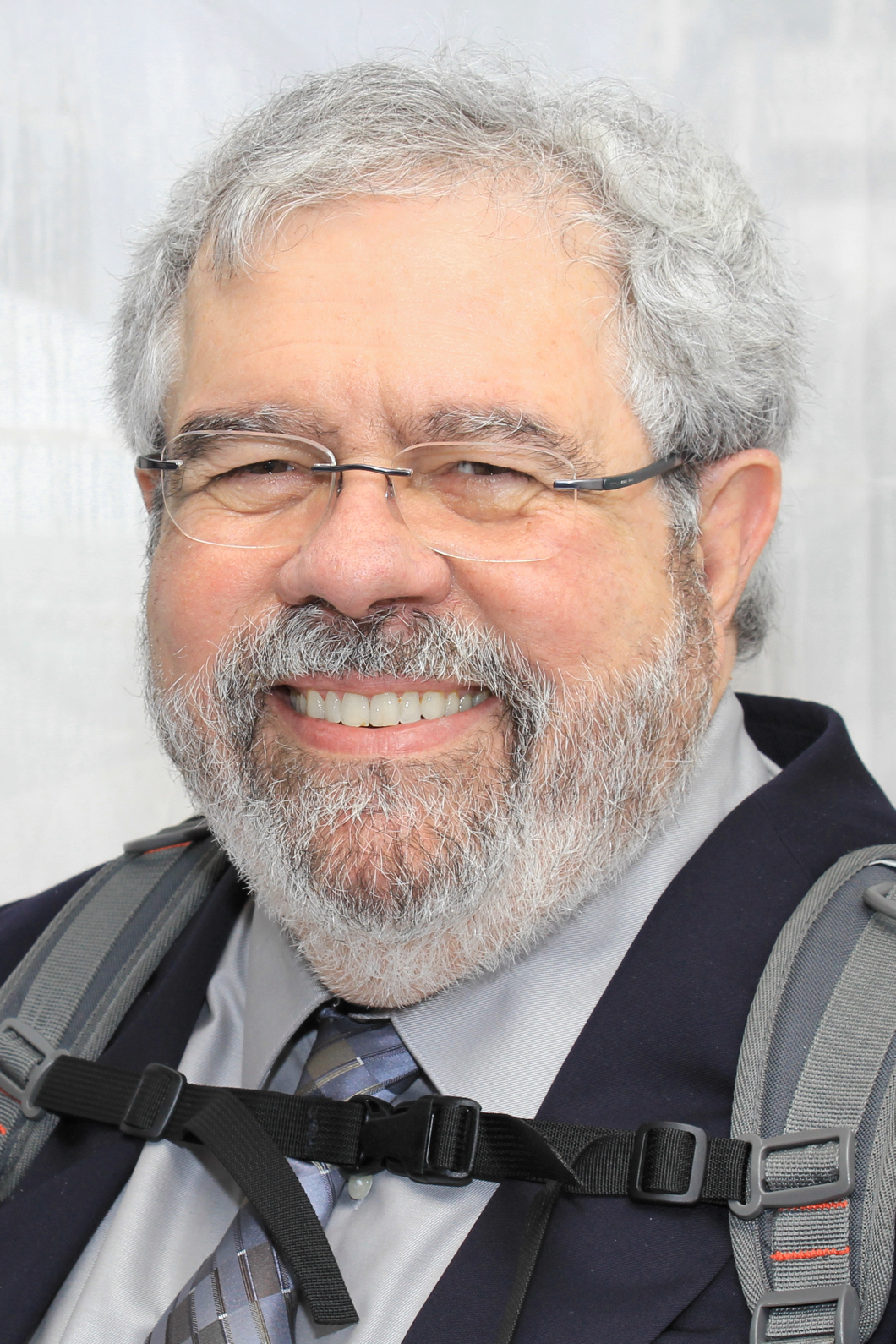
David Cay Johnston
(* 1948)

- William Yeager (* 1940), Ingenieur

##### 1941–1945
- Stephen A. Benton (1941–2003), Physikprofessor
- Sam Farr (* 1941), Politiker
- Arthur Ginsberg (* 1941), Videokünstler, Filmeditor, Filmregisseur und Filmproduzent
- Robert Hass (* 1941), Dichter
- Paul Kantner (1941–2016), Rockmusiker
- Orley Ashenfelter (* 1942), Ökonom
- Richard Beggs (* 1942), Tongestalter und Tontechniker
- Rick Boyle (1942–2016), Fotojournalist und Drehbuchautor
- Guy N. Cameron (* 1942), Mammaloge
- Andraé Crouch (1942–2015), Gospelsänger und -pianist
- Sandra Crouch (1942–2024), Gospelsängerin und -songwriterin sowie Perkussionistin
- Barry Diller (* 1942), Manager und Unternehmer
- Jerry Garcia (1942–1995), Musiker
- Sharon Olds (* 1942), Dichterin
- Mark Berger (* 1943), Tonmeister
- Abigail Folger (1943–1969), Mordopfer
- Jim Poynter (* 1943), Szenenbildner
- Carolyn Schuler (1943–2024), Schwimmerin
- J. T. Walsh (1943–1998), Schauspieler
- Jim Gray (1944–2012; verschollen 2007), Informatiker und Turingpreisträger
- Laurence Owen (1944–1961), Eiskunstläuferin
- Chris von Saltza (* 1944), Schwimmerin
- Jeffrey Tambor (* 1944), Schauspieler
- Victoria Vetri (* 1944), Schauspielerin
- Carol Wollman Pfaff (* 1944), Linguistin
- Leonard Adleman (* 1945), Informatiker, Molekularbiologe, Turingpreisträger
- Walter L. Carpeneti (* 1945), Richter
- Kathleen Chalfant (* 1945), Theater- und Filmschauspielerin
- Pete Christlieb (* 1945), Saxophonist
- Peter Donald (* 1945), Jazz-Schlagzeuger
- David Dukes (1945–2000), Schauspieler
- Jay Hammer (* 1945), Schauspieler
- Leonard Lake (1945–1985), Serienmörder
- Greil Marcus (* 1945), Autor und Musikjournalist
- Vonetta McGee (1945–2010), Schauspielerin
- Duncan Suttles (* 1945), kanadischer Schachspieler
- Susan Tyrrell (1945–2012), Schauspielerin

##### 1946–1950
- John J. Batbie Jr. (* 1946), Generalmajor der United States Air Force
- Danny Glover (* 1946), Schauspieler
- Christina Maslach (* 1946), Psychologin
- Skeeter McKitterick (* 1946), Autorennfahrer
- Julián Muñoz (* 1946), costa-ricanischer Skirennläufer
- Joe Spano (* 1946), Schauspieler
- Darius Brubeck (* 1947), Jazzmusiker
- John Celona (* 1947), Komponist, Saxophonist, Dirigent und Musikpädagoge
- Richard John Garcia (1947–2018), römisch-katholischer Bischof von Monterey in California
- Linda Gottfredson (* 1947), Psychologin
- Peter Montgomery (1947–2020), Mathematiker
- John Powell (1947–2022), Diskuswerfer
- O. J. Simpson (1947–2024), Footballstar und Schauspieler
- Bob Weir (* 1947), Gitarrist
- Allan Alcorn (* 1948), Elektroingenieur; Entwickler des Videospiels Pong
- Michael Blumlein (1948–2019), Schriftsteller
- Robert Boyd (* 1948), Anthropologe
- Rosie Casals (* 1948), Tennisspielerin
- David Chauner (* 1948), Radrennfahrer
- Robert Christian (1948–2019), römisch-katholischer Ordensgeistlicher, Weihbischof in San Francisco
- Daria Halprin (* 1948), Schauspielerin und Kunsttherapeutin
- Mike Holmgren (* 1948), American-Football-Trainer, -Funktionär und -Spieler
- David Cay Johnston (* 1948), investigativer Journalist
- Dennis Ross (* 1948), Diplomat
- Nancy Stanton (* 1948), Mathematikerin
- Robert Dickow (* 1949), Komponist, Hornist und Musikpädagoge
- Dave Frey (1949–2015), Jazzmusiker
- Bruce Grant (1949–2009), Jazzmusiker
- Ned Lagin (* 1949), Electronica- und Avantgarde-Keyboarder
- David Levinthal (* 1949), Fotokünstler
- Irene Mecchi (* 1949), Schriftstellerin und Drehbuchautorin
- Michael Shrieve (* 1949), Schlagzeuger, Produzent und Komponist
- David Strathairn (* 1949), Schauspieler
- Joe Louis Walker (1949–2025), Bluesgitarrist
- Terry Bozzio (* 1950), Schlagzeuger
- David Eyges (* 1950), Jazzmusiker und Musikproduzent
- Paul Otellini (1950–2017), Manager, Chief Executive Officer von Intel
- Jackie Speier (* 1950), Politikerin
- John Charles Wester (* 1950), römisch-katholischer Geistlicher und Erzbischof

#### 1951–1960

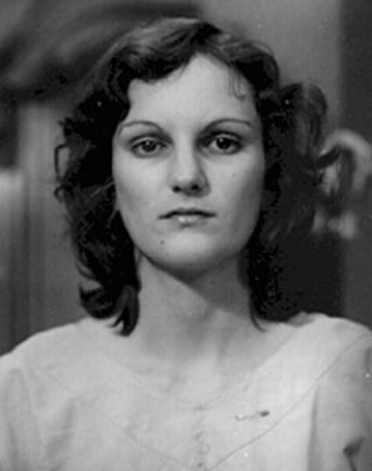
Patty Hearst
(* 1954)

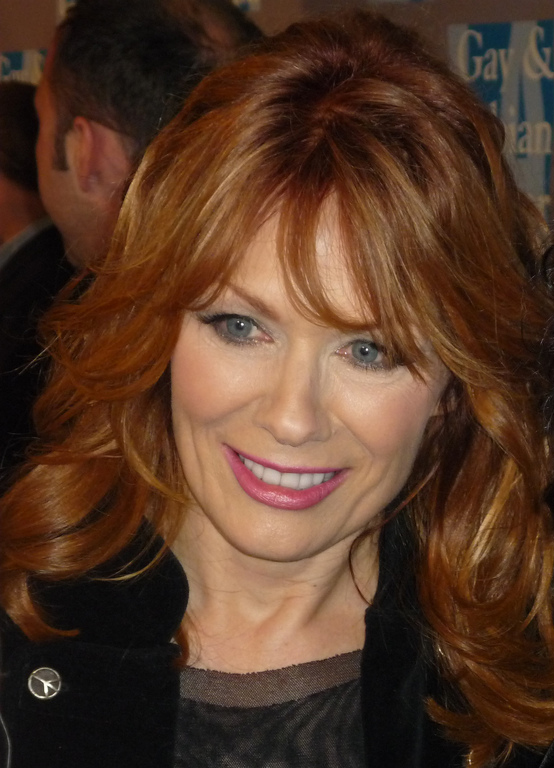
Nancy Wilson
(* 1954)

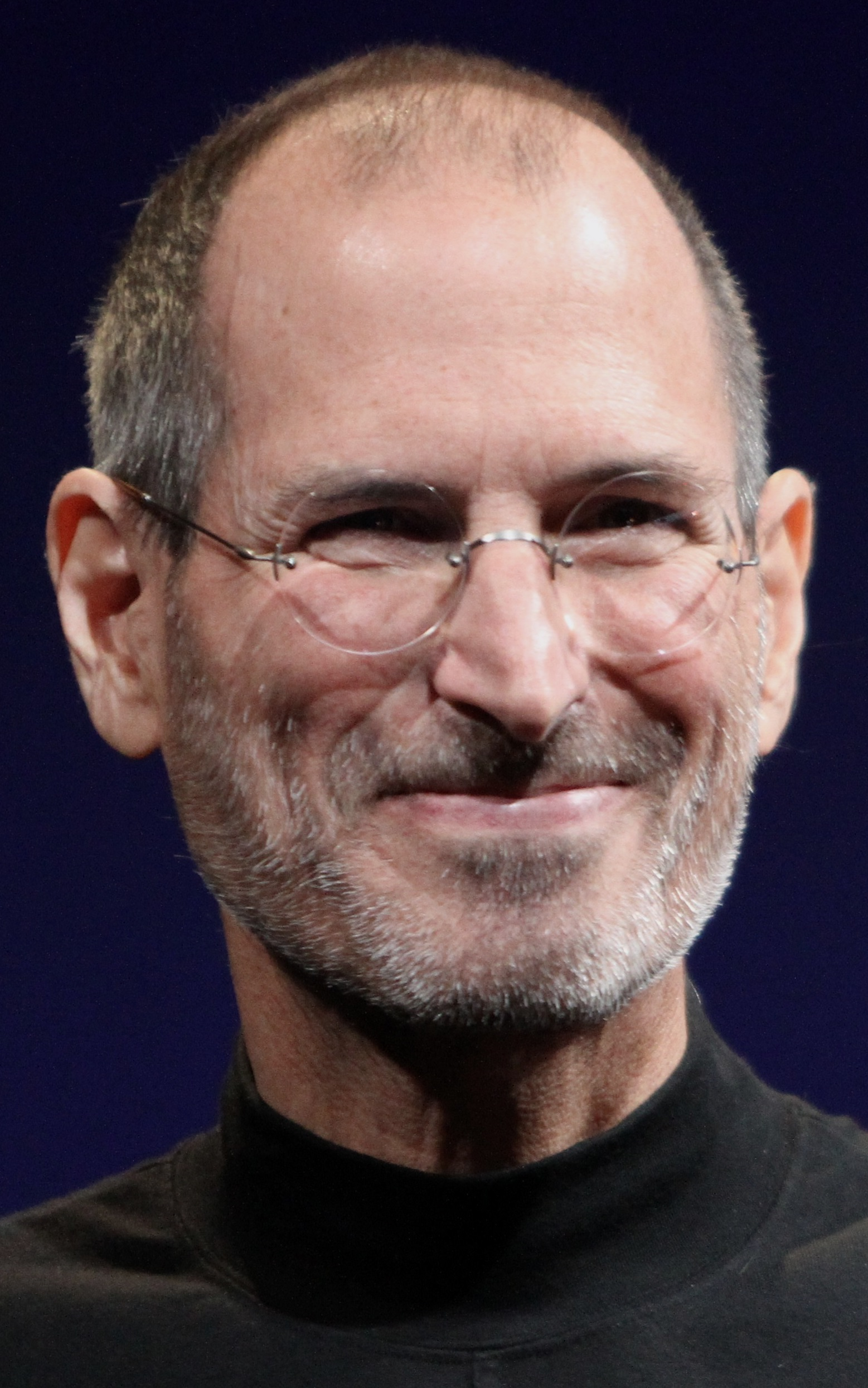
Steve Jobs
(1955–2011)

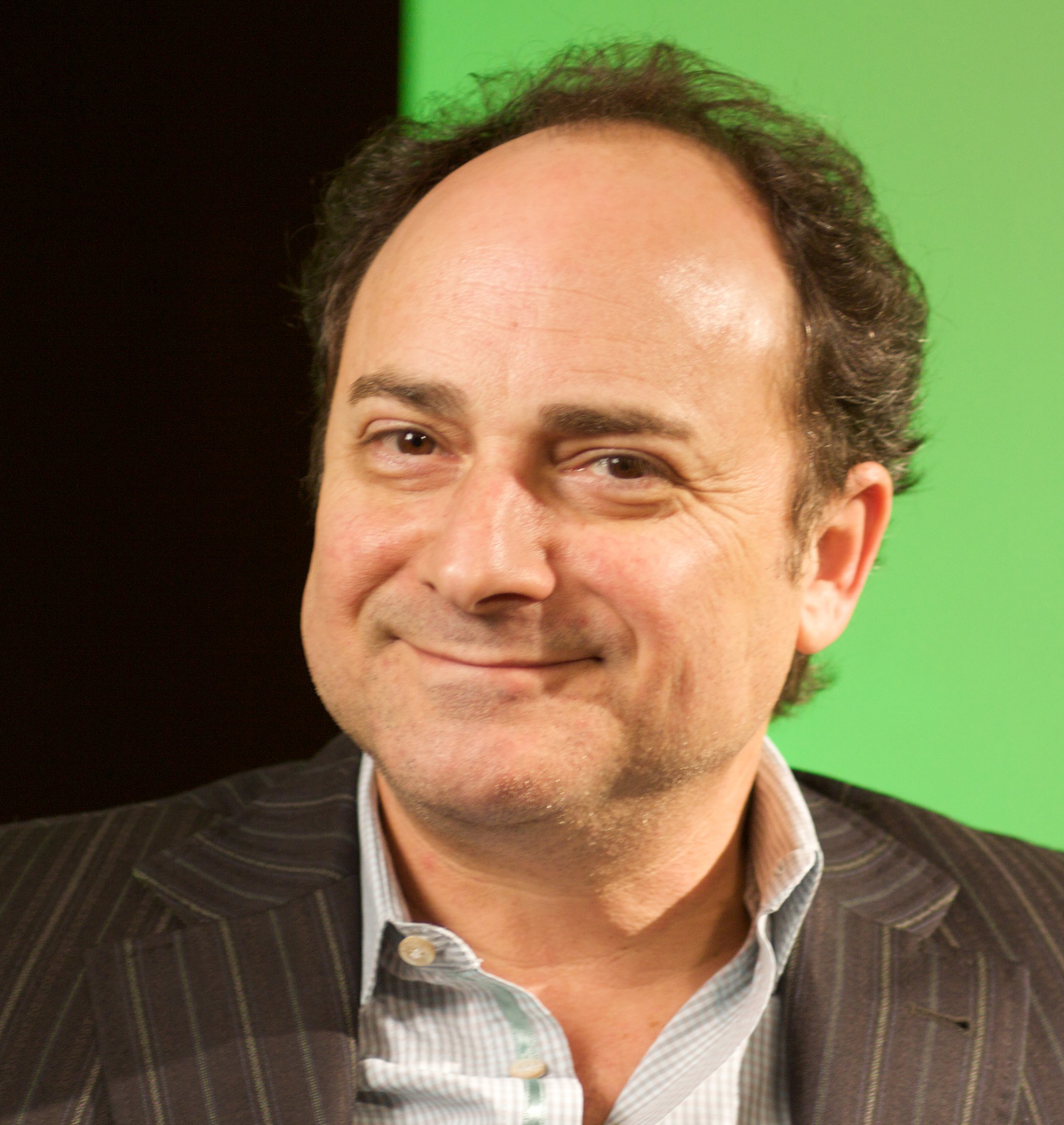
Kevin Pollak
(* 1957)

- Pete Carroll (* 1951), American-Football-Spieler und -Trainer
- Todd Cochran (* 1951), Jazz- und Fusion-Pianist und Keyboarder
- Barry Finnerty (* 1951), Fusionmusiker
- Dan Fouts (* 1951), American-Football-Spieler
- Goa Gil (1951–2023), Goa- und Psytrance-DJ, Produzent und Veranstalter von Festivals und Open-Air-Partys
- Steven G. Krantz (* 1951), Mathematiker
- Mary Cleere Haran (1952–2011), Jazzsängerin
- Jeffrey Frankel (* 1952), Wirtschaftswissenschaftler
- Mary Ellen Trainor (1952–2015), Schauspielerin
- Lynn Vidali (* 1952), Schwimmerin
- Sharon Walsh-Pete (* 1952), Tennisspielerin
- Alex Webb (* 1952), Fotograf
- Darol Anger (* 1953), Musiker
- Philip Anglim (* 1953), Schauspieler
- Anthony Brown (* 1953), Jazzmusiker, Komponist und Musikethnologe
- Benny Brown (1953–1996), Sprinter
- Colleen Camp (* 1953), Schauspielerin und Filmproduzentin
- Arthur Dong (* 1953), Filmproduzent, Filmregisseur, Drehbuchautor und Filmeditor
- Kurt Fuller (* 1953), Schauspieler
- Joanna Kerns (* 1953), Schauspielerin und Regisseurin
- Catherine Wagner (* 1953), Fotografin und Konzeptkünstlerin
- Martha Wash (* 1953), Sängerin
- Patty Hearst (* 1954), Millionenerbin und Schauspielerin
- Anne Lamott (* 1954), Schriftstellerin
- Lorraine Hunt Lieberson (1954–2006), Mezzosopranistin
- Gerald Posner (* 1954), Journalist und Autor
- Nancy Wilson (* 1954), Songwriterin, Gitarristin, Sängerin
- Scott Bradfield (* 1955), Schriftsteller
- Charles H. Ferguson (* 1955), Filmregisseur und Filmproduzent
- Mark Galvin (* 1955), irischer Autorennfahrer
- Warren Jeffs (* 1955), Anführer der FLDS
- Steve Jobs (1955–2011), Mitgründer von Apple
- John Cornell Magee (* 1955), Mediävist
- Hoyt Yeatman (* 1955), Filmregisseur
- Rick DeMont (* 1956), Schwimmer
- Marco Evoniuk (* 1957), Geher
- Tama Janowitz (* 1957), Schriftstellerin
- Michael Lehmann (* 1957), Regisseur
- Kevin Pollak (* 1957), Schauspieler und Komiker
- Mitchell Amundsen (* 1958), Kameramann
- Michael Formanek (* 1958), Jazzbassist und -komponist
- David Miller (* 1958), Bürgermeister von Toronto
- Sharon Robinson (* 1958), Sängerin, Komponistin und Musikproduzentin
- Gregg Tafralis (1958–2023), Kugelstoßer
- Paul Cayard (* 1959), Segler
- Michael Chase (* 1959), Philosophiehistoriker
- Fred Dekker (* 1959), Filmregisseur und Drehbuchautor
- Lauren Flanigan (* 1959), Opernsängerin
- Steve Cohn (* ≈1960), Jazzmusiker
- Peanut Harper (* 1960), Tennisspielerin
- Leslie Hendrix (* 1960), Schauspielerin
- Willem von Hombracht (* 1960), Jazzmusiker
- James Isaac (1960–2012), Filmregisseur
- Shanna McCullough (* 1960), Pornodarstellerin
- Leland Orser (* 1960), Schauspieler
- Audrey Wells (1960–2018), Drehbuchautorin, Filmregisseurin und Filmproduzentin
- Bradley Darryl Wong (* 1960), Schauspieler und Synchronsprecher

#### 1961–1970

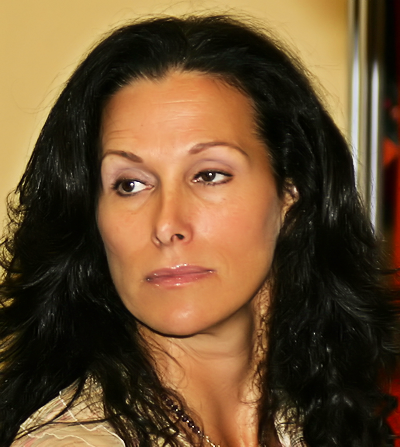
Julie Caitlin Brown
(* 1961)

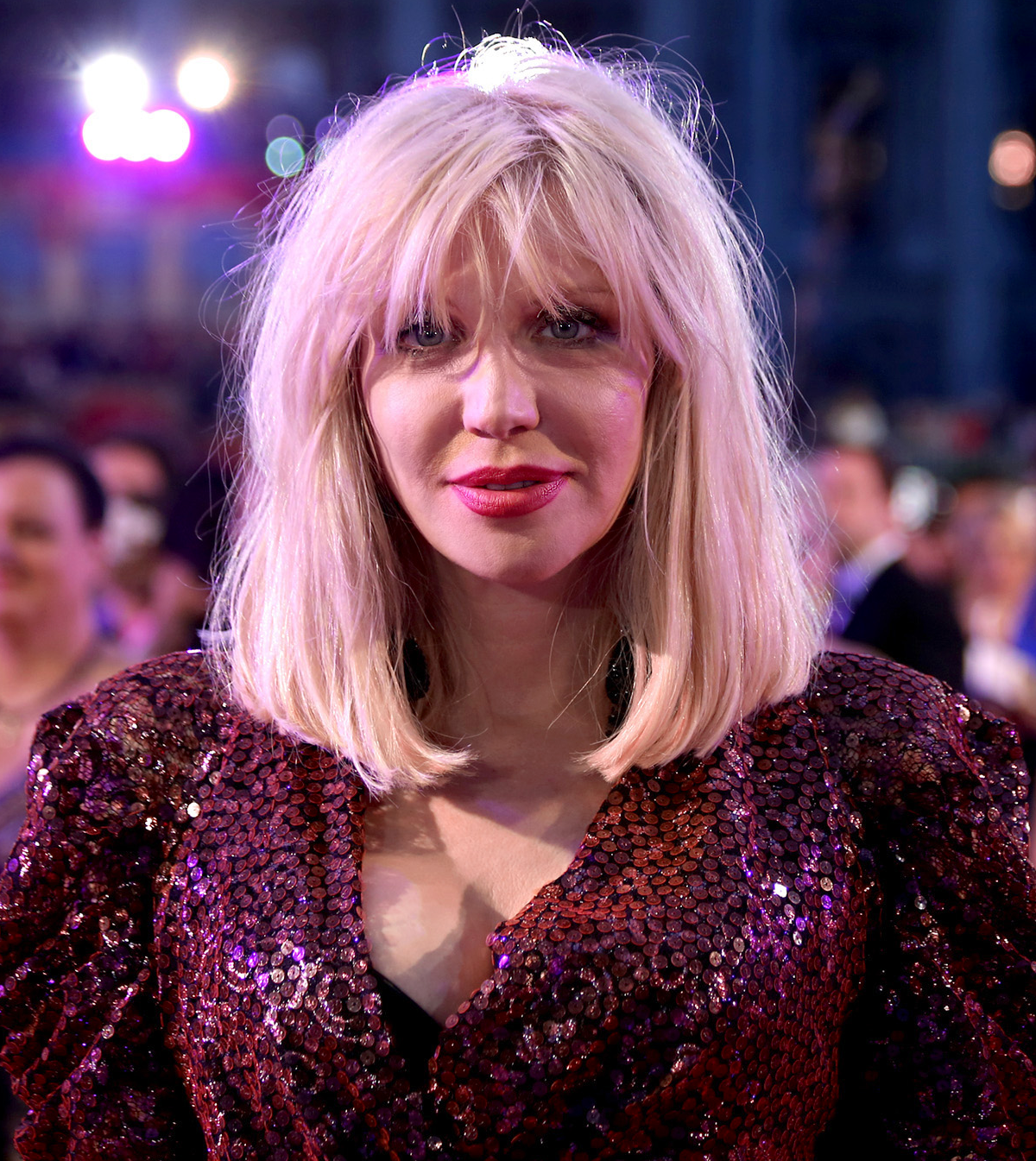
Courtney Love
(* 1964)

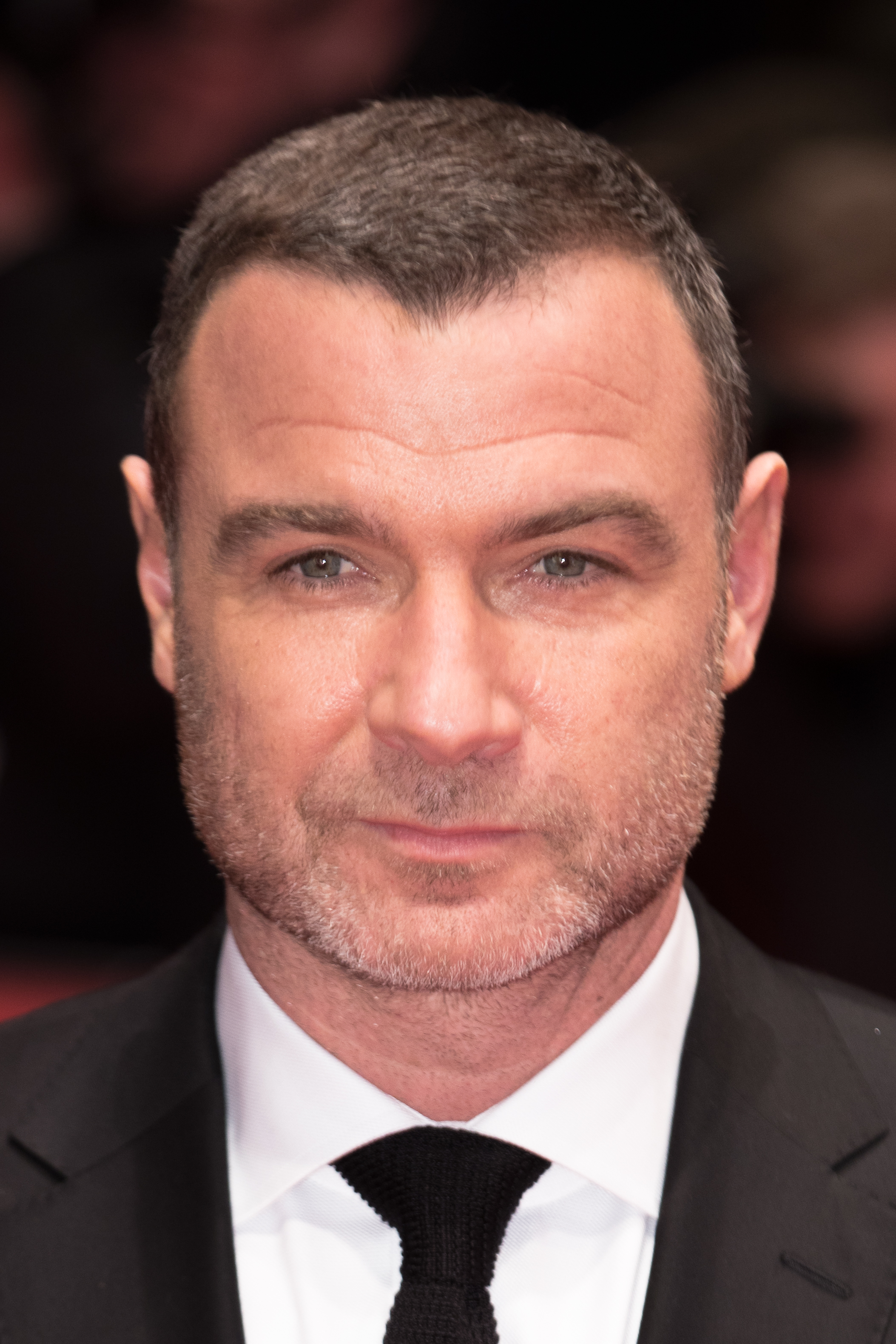
Liev Schreiber
(* 1967)

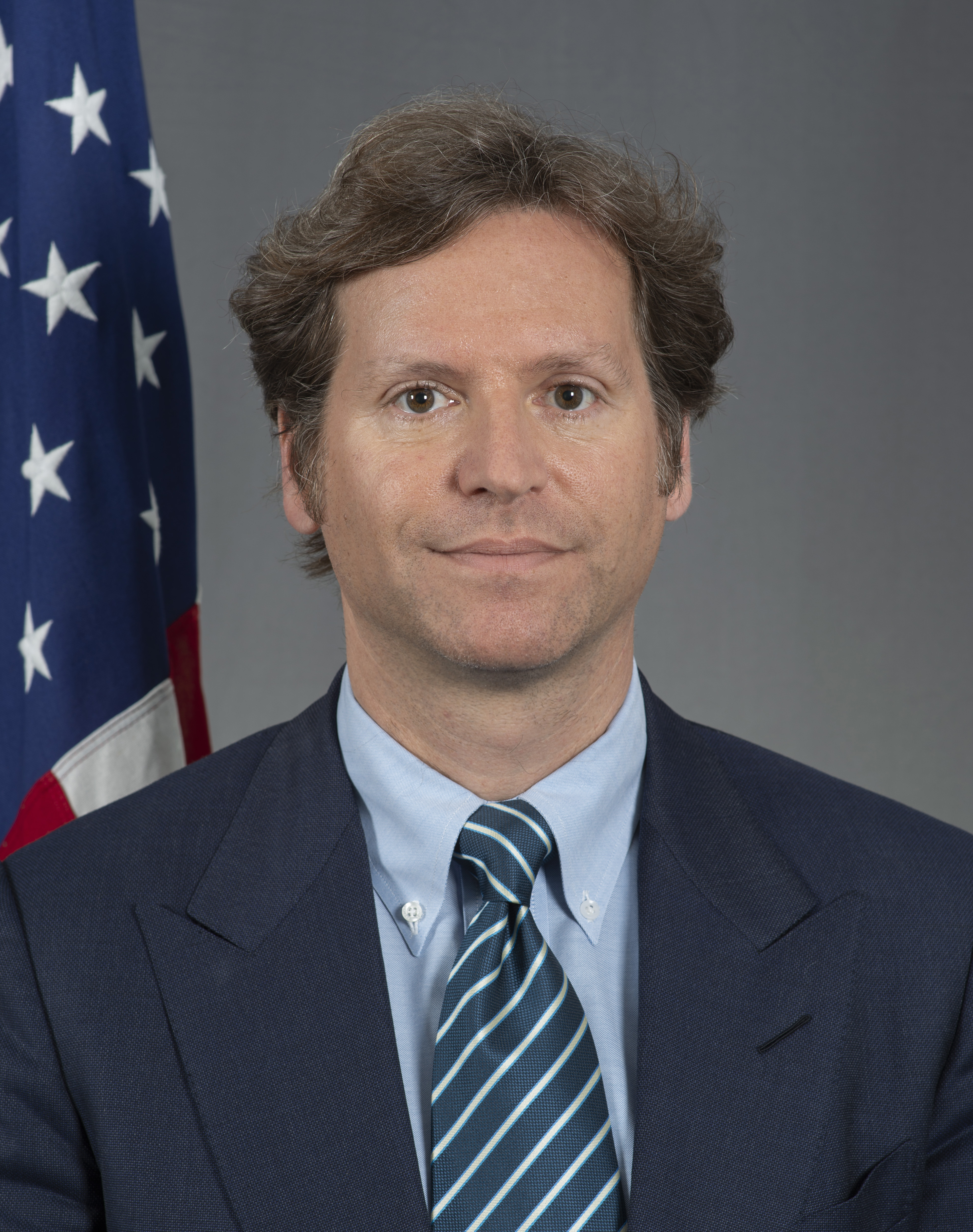
Trevor Traina
(* 1968)

- John Baez (* 1961), mathematischer Physiker
- Julie Caitlin Brown (* 1961), Musikerin und Schauspielerin
- Michael Davis (* 1961), Jazzmusiker
- Erica Johnson Debeljak (* 1961), Autorin, Übersetzerin und Kolumnistin
- Ingrid Einfeldt (* 1961), Schauspielerin
- Caroline Kraabel (* 1961), Musikerin
- Robert M. Stein (* 1961), deutscher Bankmanager
- David Warshofsky (* 1961), Schauspieler
- Sonia Wieder-Atherton (* 1961), Cellistin
- William Baylis (* 1962), Segler
- Mike Bordin (* 1962), Musiker
- Scott Capurro (* 1962), Komiker, Autor und Schauspieler
- Susan DeMattei (* 1962), Radsportlerin[5]
- Kirk Hammett (* 1962), Gitarrist
- Trebor Healey (* 1962), Schriftsteller
- Erika Stucky (* 1962), Sängerin, Akkordeonistin und Musikkabarettistin
- Diana Thater (* 1962), Künstlerin, Kuratorin, Schriftstellerin und Pädagogin
- Naomi Wolf (* 1962), Schriftstellerin und politische Aktivistin
- Benjamin Bratt (* 1963), Schauspieler
- Phil Grenadier (* ≈1963), Jazzmusiker
- Pamela Healy (* 1963), Seglerin[6]
- Chris Jordan, (* 1963), Filmemacher, Fotograf und Sozial- und Umweltaktivist
- Rob Schneider (* 1963), Schauspieler und Drehbuchautor
- Marc Benioff (* 1964), Unternehmer
- Paul Bostaph (* 1964), Schlagzeuger
- Laird Hamilton (* 1964), Surfer
- Estelle Lau (* 1964), Schauspielerin und Filmproduzentin
- Courtney Love (* 1964), Musikerin und Schauspielerin
- Erin Cressida Wilson (* 1964), Drehbuchautorin
- Todd Bridges (* 1965), Schauspieler und Filmemacher
- Rikishi (* 1965), Wrestler
- Alec Mapa (* 1965), Schauspieler und Komiker
- Rodney Anoa’i (1966–2000), Wrestler
- Scooter Barry (* 1966), Basketballspieler
- Jared Goss (* 1966), Kunsthistoriker
- Larry Grenadier (* 1966), Jazz-Bassist
- Tommy Guerrero (* 1966), Songwriter und Gitarrist
- Derek Lam (* 1966), Modedesigner
- Keir Pearson (* 1966), Drehbuchautor und Ruderer
- Gina Ravera (* 1966), Schauspielerin
- Matthew Barney (* 1967), Medienkünstler
- Lisa Bonet (* 1967), Schauspielerin
- Jay Gordon (* 1967), Sänger
- Gavin Newsom (* 1967), Politiker
- Liev Schreiber (* 1967), Schauspieler
- Courtney Thorne-Smith (* 1967), Schauspielerin
- Margaret Cho (* 1968), Stand-up-Comedian
- Mark Crear (* 1968), Hürdensprinter
- Dimitri Diatchenko (1968–2020), Schauspieler und Musiker
- Carré Otis (* 1968), Fotomodell und Schauspielerin
- Rappin’ 4-Tay (* 1968), Rapper
- Nathalie Schneyder (* 1968), Synchronschwimmerin[7]
- Trevor Traina (* 1968), Unternehmer, designierter Botschafter der Vereinigten Staaten in Österreich
- Noel Van Horn (* 1968), Comiczeichner
- Divine Brown (* 1969), Prostituierte und Pornodarstellerin
- Tucker Carlson (* 1969), Journalist und Talkshow-Moderator
- Aunjanue Ellis (* 1969), Schauspielerin
- Kimberly Guilfoyle (* 1969), Journalistin und ehemalige Staatsanwältin
- Mark Osegueda (* 1969), Thrash-Metal-Sänger
- Greg Rucka (* 1969), Autor von Kriminalromanen und Comics
- Yoko Zetterlund (* 1969), Volleyballspielerin[8]
- Steve Bencich (* 1970), Drehbuchautor, Schauspieler, Synchronsprecher, Filmproduzent und Filmregisseur
- MacKenzie Bezos (* 1970), Schriftstellerin
- Golden Brooks (* 1970), Schauspielerin
- Alison Elliott (* 1970), Schauspielerin
- Ethan Gold (* 1970), Musiker und Filmkomponist
- Melissa Hill (* 1970), Pornodarstellerin
- Ari Gold (* 1970), Schauspieler, Regisseur, Produzent und Musiker
- Trine Rein (* 1970), norwegisch-US-amerikanische Popsängerin
- Aisha Tyler (* 1970), Schauspielerin

#### 1971–1980
- China Kantner (* 1971), Schauspielerin

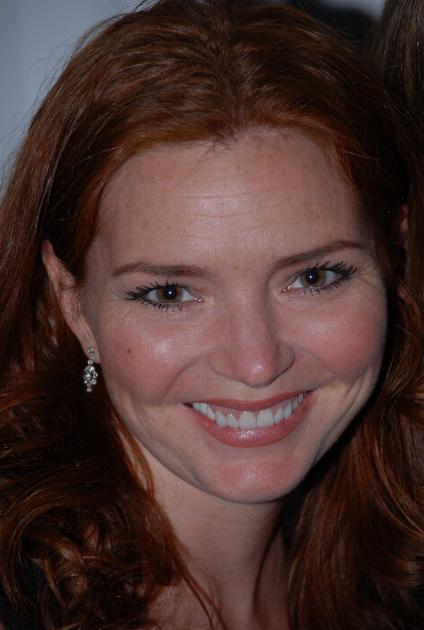
Brigid Walsh
(* 1972)

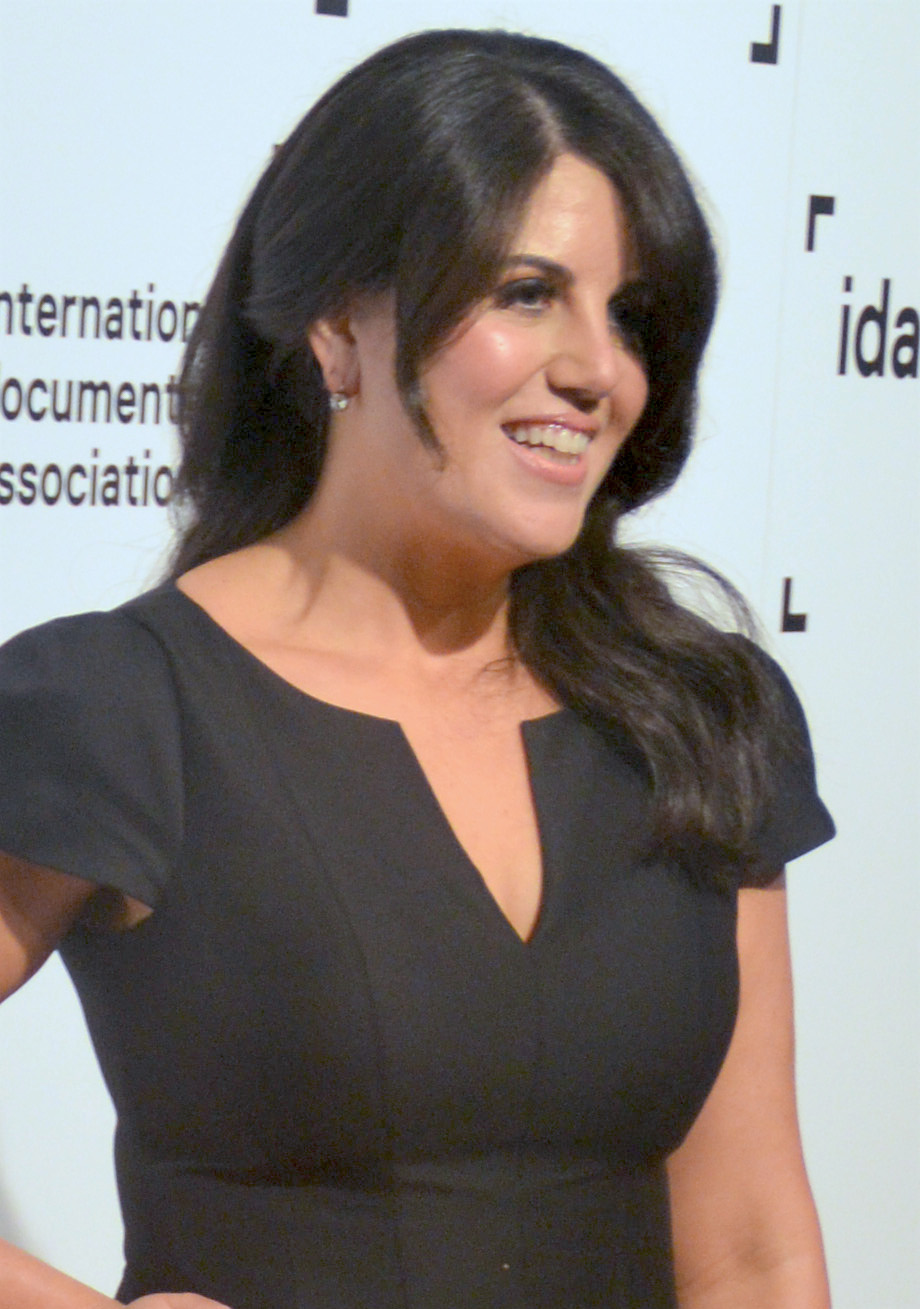
Monica Lewinsky
(* 1973)

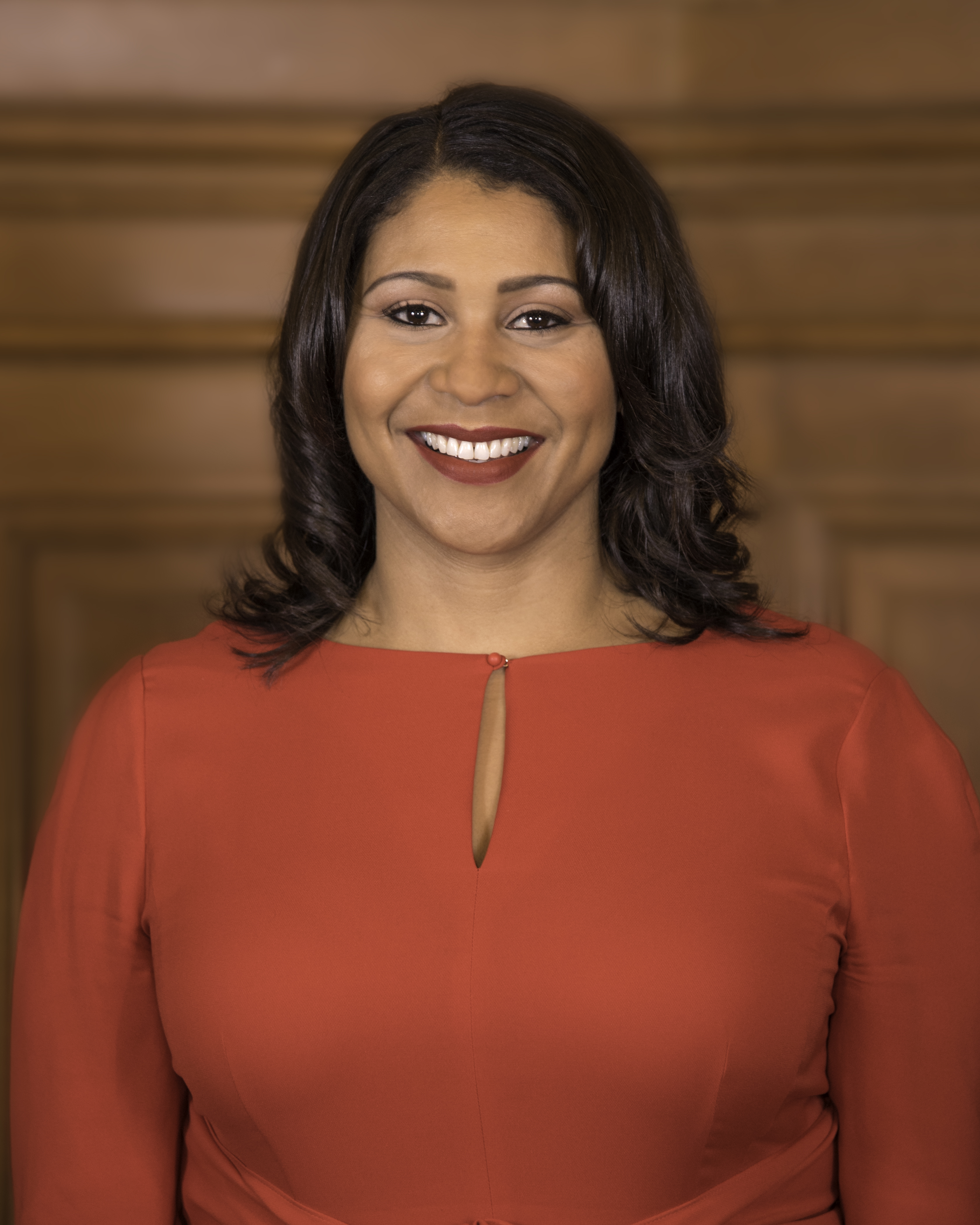
London Breed
(* 1974)

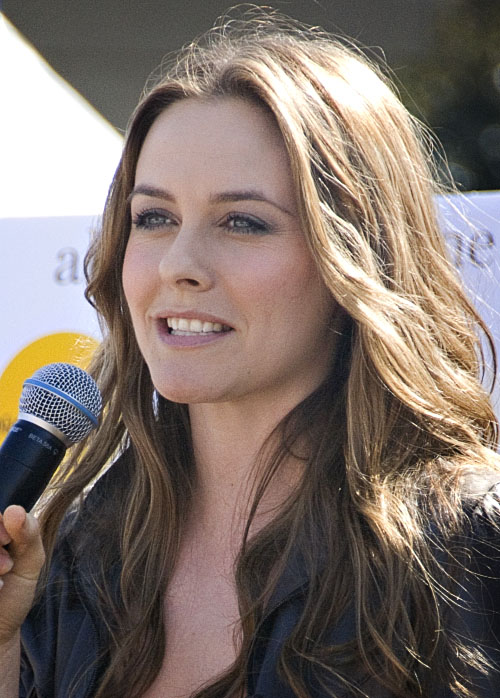
Alicia Silverstone
(* 1976)

- Koko (1971–2018), Flachlandgorilla
- Mary McConneloug (* 1971), Radsportlerin[9]
- Brian Oliver (* 1971), Produzent
- Sunrise Coigney (* 1972), französisch-US-amerikanische Schauspielerin
- Eric Dane (* 1972), Schauspieler
- Leslie Mann (* 1972), Schauspielerin
- Todd Nicholson (* 1972), Jazzmusiker
- Brigid Walsh (* 1972), Schauspielerin
- Tedy Bruschi (* 1973), American-Football-Spieler
- Umaga (1973–2009), Profi-Wrestler
- MC Frontalot (* 1973), Rapper
- Tim Kang (* 1973), Schauspieler
- Jason Kidd (* 1973), Basketballspieler
- Monica Lewinsky (* 1973), Psychologin
- London Breed (* 1974), Bürgermeisterin von San Francisco seit 2018[veraltet][10]
- Jocelyn Enriquez (* 1974), Popsängerin
- Simon Rex (* 1974), Schauspieler
- Jennifer Siebel (* 1974), Schauspielerin und Produzentin
- Jason Thompson (* 1974), Redakteur, Journalist und Comiczeichner
- Justin Whalin (* 1974), Schauspieler und Filmproduzent
- Daniel Wu (* 1974), Schauspieler
- Townsend Bell (* 1975), Autorennfahrer
- Justin Bower (* 1975), Maler
- LaMonica Garrett (* 1975), Schauspieler und Produzent
- Rawson Marshall Thurber (* 1975), Regisseur und Drehbuchautor
- Bret Wolfe (* 1975), Pornodarsteller
- Frederic Aspiras (* 1976), Friseur, Perückenmacher und Visagist
- Valerie Fleming (* 1976), Bobsportlerin
- Jacob Garchik (* 1976), Jazzmusiker
- Erinn Hayes (* 1976), Schauspielerin
- Tara McPherson (* 1976), Malerin und Illustratorin
- Alicia Silverstone (* 1976), Schauspielerin
- Colin Trevorrow (* 1976), Filmregisseur, Drehbuchautor und Produzent
- Sebastian Bea (* 1977), Ruderer[11]
- Adrianna Nicole (* 1977), Pornodarstellerin
- Crispin Struthers (* um 1978), Filmeditor
- Rider Strong (* 1979), Schauspieler
- Flinder Boyd (* 1980), Basketballspieler
- Claire Coffee (* 1980), Schauspielerin
- Matt Deakin (* 1980), Ruderer
- Lena Hall (* 1980), Sängewrin und Schauspielerin[12]
- Brooks Orpik (* 1980), Eishockeyspieler
- Marla Sokoloff (* 1980), Schauspielerin und Musikerin

#### 1981–1990
- Kibwe Johnson (* 1981), Hammerwerfer

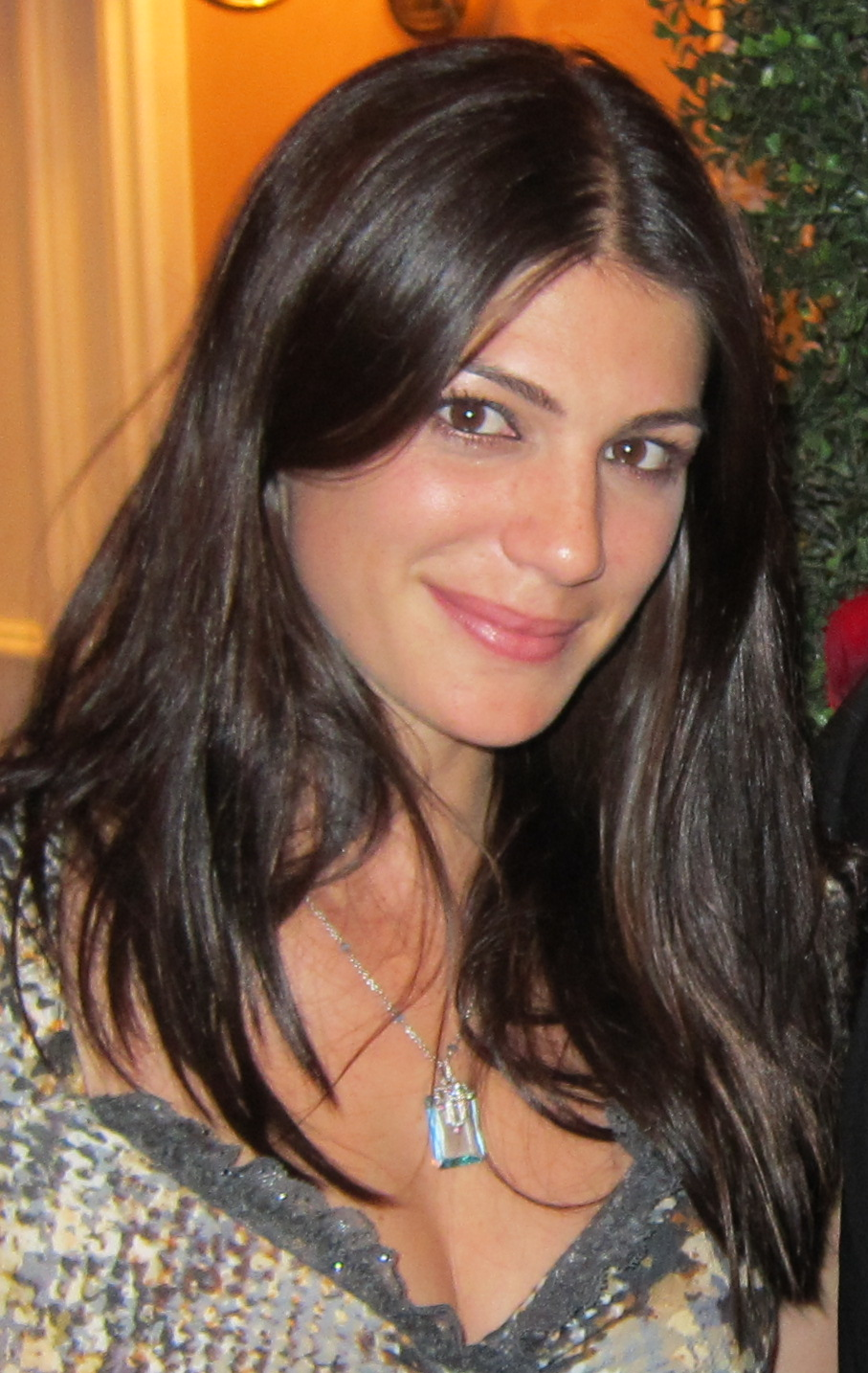
Genevieve Padalecki
(* 1981)

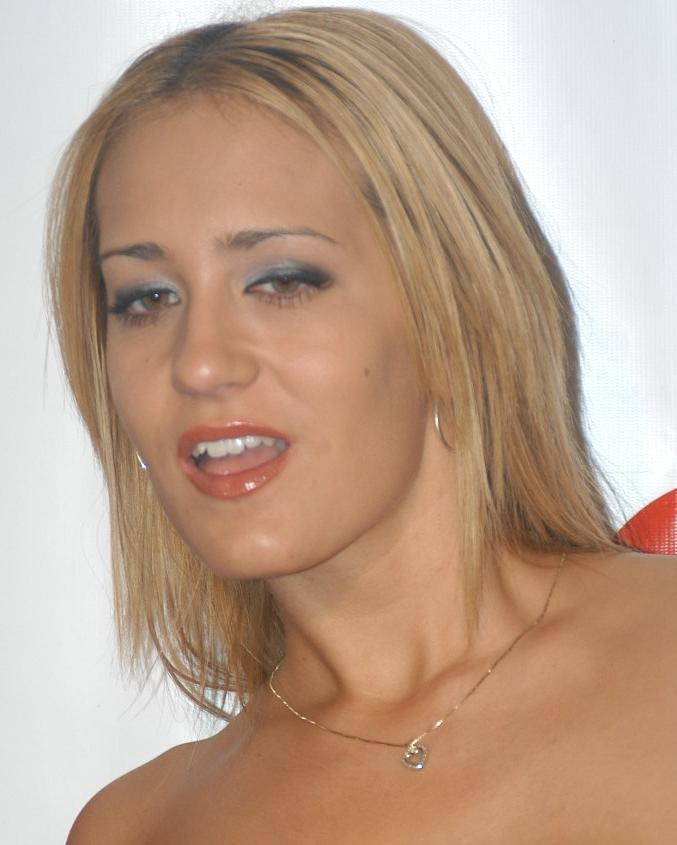
Trina Michaels
(* 1983)

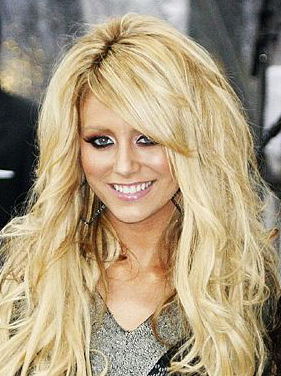
Aubrey O’Day
(* 1984)

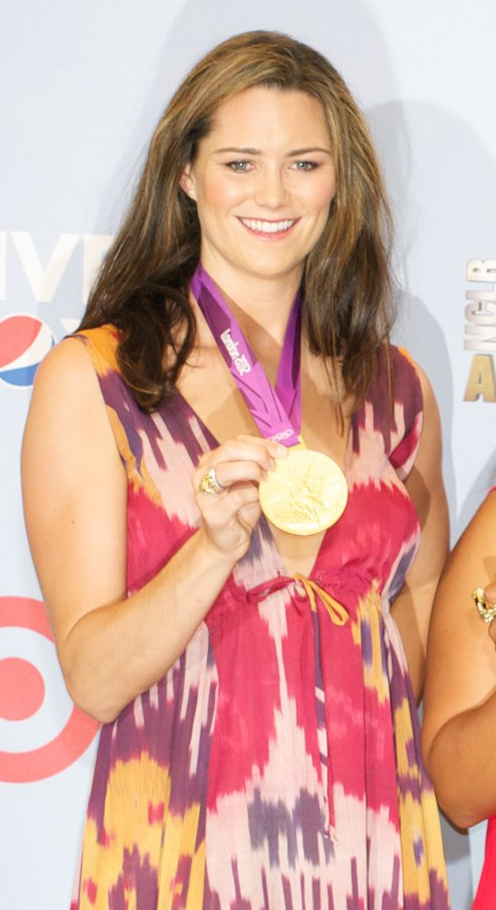
Jessica Steffens
(* 1987)

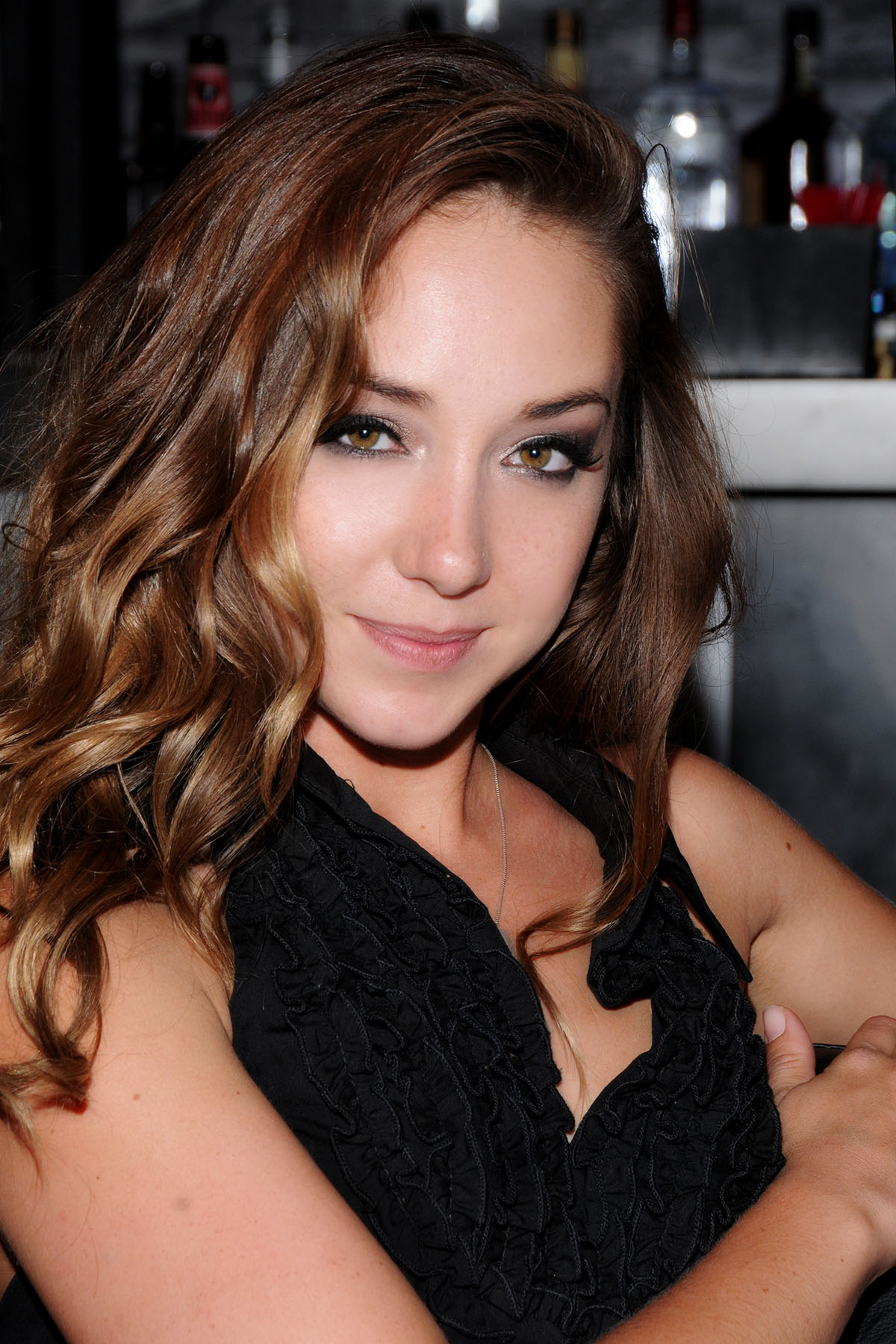
Remy LaCroix
(* 1988)

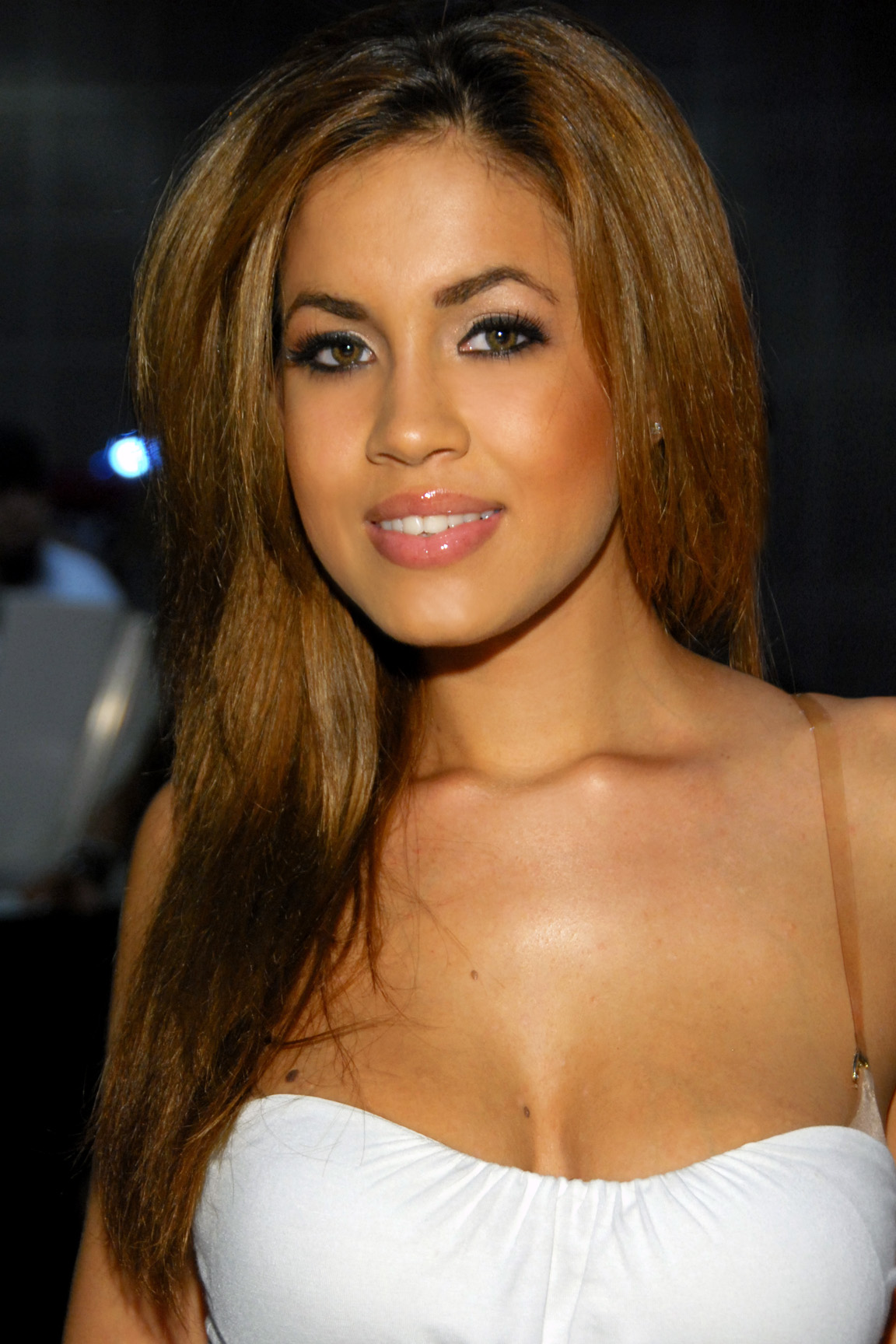
Isis Taylor
(* 1989)

- Hanni El Khatib (* 1981), Singer-Songwriter
- Ben Kweller (* 1981), Musiker
- Genevieve Padalecki (* 1981), Schauspielerin
- Alex Partridge (* 1981), britischer Ruderer
- Aya Cash (* 1982), Schauspielerin
- Ali Wong (* 1982), Schauspielerin und Stand-up-Komikerin
- Jamie Chung (* 1983), Schauspielerin
- Elizabeth Ho (* 1983), Schauspielerin
- Ryan Hughes (* 1981), Pokerspieler
- Trina Michaels (* 1983), Pornodarstellerin und Wrestling-Show-Managerin
- Salvador Santana (* 1983), Musiker und Sänger
- Reena Sky (* 1983), Pornodarstellerin und Schauspielerin
- Alexander Wang (* 1983), Modeschöpfer
- Matthew Moy (* 1984), Schauspieler
- Aubrey O’Day (* 1984), Sängerin und Schauspielerin[13]
- Shannon Rowbury (* 1984), Mittelstreckenläuferin
- Matt Seeberger (* 1984), Tennisspieler
- Taran Noah Smith (* 1984), Schauspieler
- Phillip Van Dyke (* 1984), Schauspieler und Synchronsprecher
- Andre Ward (* 1984), Boxer
- Benjamin Wildman-Tobriner (* 1984), Schwimmer
- Ya Boy (* 1984), Rapper
- Alison Midstokke (* 1985), Schauspielerin, Aktivistin und ein Model
- Timothy West (* 1985), Pokerspieler
- Guy Wilson (* 1985), Schauspieler
- Hannah Cohen (* 1986), Singer-Songwriterin und Fotografin
- Ashlie Brillault (* 1987), Model und Filmschauspielerin
- Darren Criss (* 1987), Sänger, Songwriter und Schauspieler
- Sam Querrey (* 1987), Tennisspieler
- Jessica Steffens (* 1987), Wasserballspielerin[14]
- Francisca Valenzuela (* 1987), Sängerin und Schauspielerin
- Charlie Carver (* 1988), Schauspieler
- Max Carver (* 1988), Schauspieler
- Remy LaCroix (* 1988), Pornodarstellerin
- Sean Gunnell (* 1988), Schauspieler
- Daisy Ducati (* 1989), Pornodarstellerin
- Jessica Jung (* 1989), Sängerin der Gruppe Girls’ Generation
- Kreayshawn (* 1989), Rapperin
- Isis Taylor (* 1989), Pornodarstellerin und Model
- Tiffany (* 1989), Sängerin
- Zhu (* 1989), DJ und Produzent
- Monica Barbaro (* 1990), Schauspielerin
- Caleb Eberhardt (* 1990), Schauspieler
- Tara Lynn Foxx (* 1990), Pornodarstellerin
- Dion Jordan (* 1990), American-Football-Spieler
- Venus Lux (* 1990), transsexuelle Pornodarstellerin
- Gerek Meinhardt (* 1990), Florettfechter
- Anna Maria Perez de Taglé (* 1990), Schauspielerin, Model und Sängerin
- Marcus Semien (* 1990), Baseballspieler

#### 1991–2000
- Hannah Hodson (* 1991), Schauspielerin

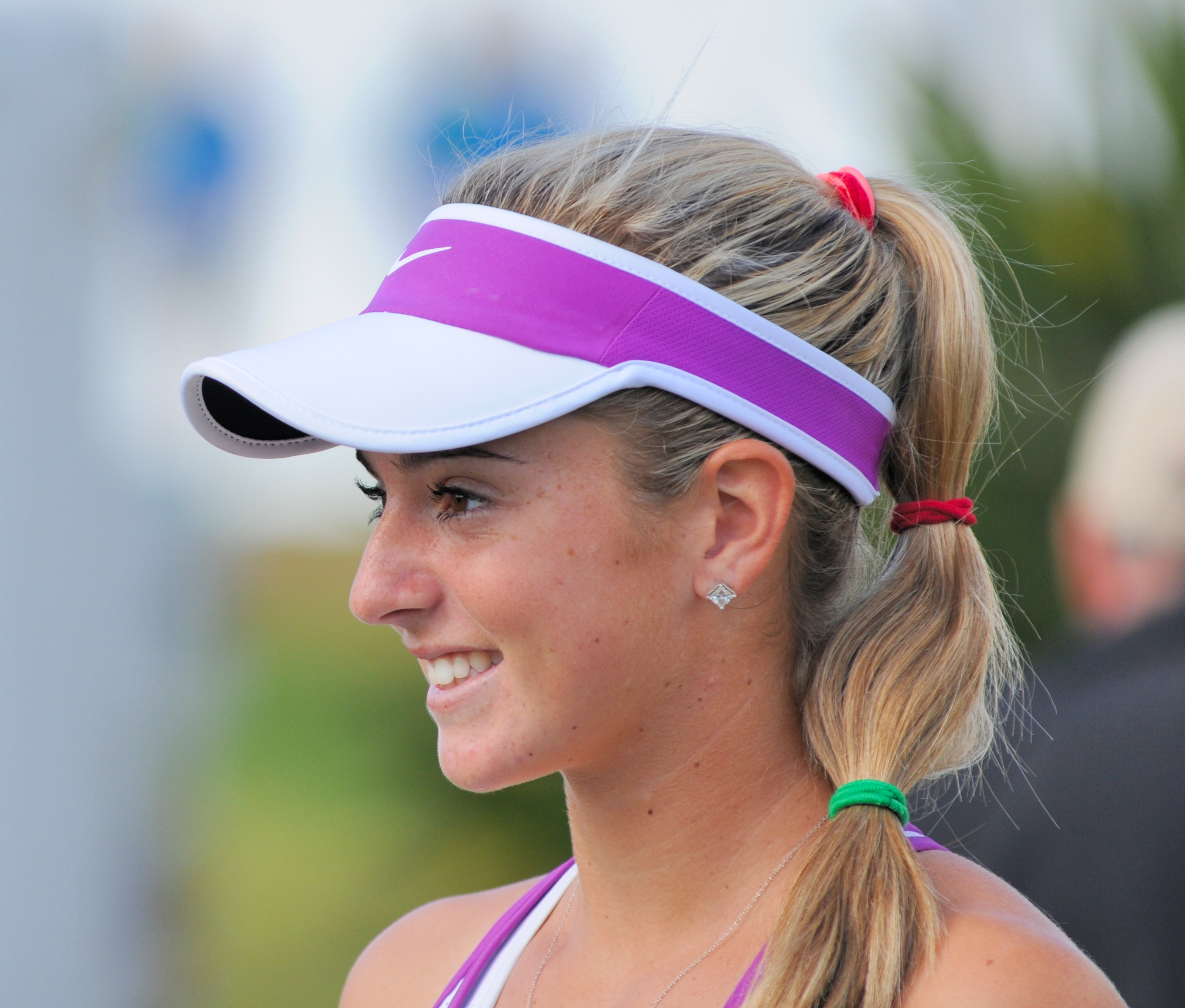
Catherine Bellis
(* 1999)

- Kira Kazantsev (* 1991), Model und Miss America 2015[15]
- Adi Meyerson (* 1991), Jazzmusikerin
- Sophie Oda (* 1991), Schauspielerin und Sängerin
- Sebastian Lletget (* 1992), Fußballspieler
- Kelly McFarlane (* 1992), Fußballspielerin
- Sage the Gemini (* 1992), Rapper
- Jacqueline Toboni (* 1992), Schauspielerin
- Maya DiRado (* 1993), Schwimmerin[16]
- Honey Gold (* 1993), Pornodarstellerin
- Shady Ahdy Iskandar (* 1993), Fußballspieler
- Celeste Boureille (* 1994), Fußballspielerin
- Krystal Jung (* 1994), Sängerin
- Lauv (* 1994), Musiker
- Alexander Massialas (* 1994), Florettfechter
- Katherine Ip (* 1995), Tennisspielerin für Hongkong
- Erik Arvidsson (* 1996), Skirennläufer
- Tati Gabrielle (* 1996), Schauspielerin
- Azeem Vecchio (* 1996), Schauspieler und Model
- Nico Hiraga (* 1997), Schauspieler
- Thomas Horn (* 1997), Filmschauspieler
- Nina O’Brien (* 1997), Skirennläuferin
- Sasha Berliner (* 1998), Jazzmusikerin
- Obiageri Amaechi (* 1999), nigerianisch-US-amerikanische Diskuswerferin
- Catherine Bellis (* 1999), Tennisspielerin

#### Geburtsjahr unbekannt
- Timothy Björklund (* vor 1986), Regisseur, Produzent und Animator
- James Laxton (* 20. Jh.), Kameramann
- Theodora Skipitares (* 20. Jh.), Performancekünstlerin

### 21. Jahrhundert
- Eileen Gu (* 2003), Freestyle-Skierin
- Hans Moke Niemann (* 2003), Schachspieler
- Nikko Gaković (* 2004), bosnischer Eishockeyspieler

## Persönlichkeiten mit Bezug zur Stadt
- James Lick (1796–1876), Pianobauer
- Ferdinand von Loehr (1817–1876), deutscher Mediziner und Politiker
- Joshua Norton (1819–1880), selbsternannter Kaiser der Vereinigten Staaten und Schutzherr von Mexiko
- Theophilus Pashkovsky (1874–1950), Primas der Nordamerikanischen Metropolie der Russisch-Orthodoxen Kirche
- Edward Van Sloan (1882–1964), Schauspieler
- Joe DiMaggio (1914–1999), Baseballspieler
- Çingiz Sadıqov (1929–2017), aserbaidschanischer Pianist
- Harvey Milk (1930–1978), Politiker im Stadtrat, Aktivist und Bürgerrechtler
- Wilfried Sätty (1939–1982), deutscher Grafiker
- Chris Gardner (* 1954), Broker, Self-Made Millionär
- Hillman Curtis (1961–2012), Mediendesigner
- Cliff Burton (1962–1986), Bassist
- Rivers Cuomo (* 1970), Frontsänger der Band „Weezer“
- Lemony Snicket (* 1970), Schriftsteller und Drehbuchautor
- Maggie Nelson (* 1973), Schriftstellerin
- Jennifer Siebel (* 1974), Schauspielerin und Produzentin